# Distribus
Distribus est le réseau de bus de Saint-Louis Agglomération (Haut-Rhin). Il se compose de 14 lignes de bus totalisant environ 82 kilomètres et dessert plus de 400 arrêts dont 67 offrent une correspondance avec une autre ligne. Le réseau transporte actuellement environ 2 500 000 voyageurs par an (données de l'année 2019).
Le réseau a été officiellement créé le 2 septembre 1994 par le district des Trois-Frontières (prédécesseur de la-dite communauté de communes). Il était alors composé de 5 lignes. Les lignes 1, 2 et 5, nouvellement créées, relient les communes entre elles alors que les lignes 603 et 604, créées respectivement en 1961 et 1958 (et devenant lignes 3 et 4), relient certaines communes à la commune suisse voisine de Bâle. L'adhésion de nouvelles communes au district (Rosenau en 1997) puis à la communauté de communes (Kembs en 2001, Bartenheim en 2002), devenue communauté d'agglomération en 2016 et remplacée en 2017 par Saint-Louis Agglomération, a permis un élargissement assez rapide du réseau. Aujourd'hui, on compte donc 14 lignes, dont 3 lignes transfrontalières et 1 navette reliant l'aéroport de Bâle-Mulhouse à la gare de Saint-Louis.
L'exploitation du réseau Distribus a été confiée par l'agglomération à la compagnie Métro-Cars / Kunegel à travers un contrat de délégation de service public. Cette compagnie d'autocars, créée en 1933, implantée à Saint-Louis, exploite également quelques lignes sundgauviennes du réseau régional Fluo Grand Est. Les bus de la compagnie permettent des échanges diversifiés entre les dix communes de la collectivité, couvrant environ 50 000 habitants, ainsi que la ville de Bâle, située sur le territoire suisse.
La desserte de la communauté d'agglomération est également complétée par d'autres moyens de transports en commun : le Regio S-Bahn Bâle (ou RER Bâle ; 19 millions de voyageurs en 2007), le TER Grand Est et Fluo Grand Est. Mais le réseau Distribus correspond également à Bâle avec le réseau d'autobus et celui des tramways et à Saint-Louis avec le service de transport à la demande de l'ancienne Communauté de communes de la Porte du Sundgau.

## Histoire du réseau

### La remise en cause du tramway de Bâle (1930-1961)
Dans les années 1930, avec la crise, la fréquentation de la ligne 18 de tram entre Saint-Louis et Bâle chute considérablement. Les BStB (Basler Strassenbahnen – en français, Tramways de Bâle) proposent alors à la ville de Saint-Louis, en 1937, puis en 1939, un partage des charges d'exploitation, sans quoi la ligne pourrait être arrêtée. La Seconde Guerre mondiale qui suit imposera justement une interruption du tram.
À la fin de cette dernière guerre, les charges d'exploitation sont toujours critiquées par Bâle, mais également au sein même du conseil municipal ludovicien. En effet, une partie de l'assemblée (dont le maire de l'époque Marcel Hurst) souhaitait alors un réseau moderne de bus pour Saint-Louis. Mais un sondage réalisé par le conseiller municipal Albert Schmidt montrait que neuf ludoviciens sur dix souhaitaient le retour du tram de Bâle dans la cité des Trois Lys. Du côté bâlois, les BStb proposèrent cette fois-ci que Saint-Louis exploite la ligne comme veut le faire la ville allemande de Lörrach. Mais cette idée fut totalement refusée.
Alors que les discussions peinent à trouver une solution, un certain transporteur ludovicien du nom de Paul Misslin, fondateur de la compagnie Métro-Cars, décide en 1946 de mettre en place des navettes de bus en lieu et place du tracé du tramway. La fréquentation est excellente. Les autorités bâloises décident donc de rouvrir le 1er août 1947 la ligne de tram, désormais ligne 5 (même si le numéro de la ligne est remplacé par la mention « St-Louis » lorsque le tramway franchit la frontière). Cela s'est fait après un vote favorable de 14 voix contre 7 (pour le bus) lors de la séance du conseil municipal de Saint-Louis du 30 mai 1947. On demande alors à Paul Misslin de retirer sa navette de bus de la ligne.
Mais dix ans plus tard, le tramway est à nouveau remis en question. Il est effectivement prévu de relier le nouveau collège-lycée du quartier de Bourgfelden (quartier fraîchement fusionné à Saint-Louis) aux transports en commun. Une extension du tramway en direction de l'établissement scolaire parait impossible. De plus, les artisans et commerçants ludoviciens qui soutenaient l'idée d'un retour du tram dix ans auparavant souhaitaient désormais la fin de celui-ci ; les Français étant attirés par la Suisse, les prix étant moins chers.
Le tramway est également remis en cause à Bâle, et par deux fois, les citoyens bâlois refusent des versements de crédits du canton de Bâle-Ville aux BStB. Le tramway circule donc pour la dernière fois à Saint-Louis le soir du 31 décembre 1957 et est remplacé dès le lendemain par des autobus.
En 1961, c'est au tour de la ville de Huningue d'abandonner son tramway au profit d'une ligne d'autobus. Cet abandon du tram s'explique cette fois-ci par le manque de rentabilité pour restaurer la ligne de tram entre Bâle et Huningue, endommagée durant la Seconde Guerre mondiale. Le 1er janvier de cette année, les autobus auraient donc du remplacer le tramway. Mais en raison d'un retard de livraison, les autorités suisses laissent un sursis au tramway de Huningue, et c'est ainsi que le mercredi 12 avril, le « Trämli » circule pour la dernière fois dans la cité fortifiée. Le lendemain, les bus remplacent donc le tram. Par ailleurs, le réseau de tram bâlois ne compte plus de ligne « 25 ».

### La courte période des «TUSL» (1958-1963)
Quelques mois avant la fin de l'année 1957, le conseil municipal de Saint-Louis a voté à l'unanimité la création des TUSL (ou Transports Urbains de Saint-Louis). Le réseau des « Odobüss » (leur surnom en Suisse), exploité par la municipalité, est composé de quatre autobus de la marque Chausson (d'une capacité de quatre-vingt dix places chacun), d'un garage (désormais l'actuelle Salle des Fêtes ou Salle Sainte-Barbe), des anciens traminots français (qui deviennent donc des conducteurs de bus) et de mécaniciens (pour entretenir le matériel). Dès 1958, les rails du tramway sont littéralement arrachés de la route et l'alimentation aérienne (pour le tramway) est retirée.
Au début, le réseau fonctionne très bien et il est décidé d'élargir la ligne jusqu'au tout nouveau quartier de Saint-Louis-la-Chaussée. Une deuxième ligne reliant le quartier de Bourgfelden à la commune de Huningue est même créée. Cette ligne reliait donc le réseau des TUSL à celui des transports urbains de Huningue - Village-Neuf. Mais nombreux étaient les frontaliers qui empruntaient le tramway. Le fait de devoir payer deux tickets, au lieu d'un seul comme auparavant, fait baisser la fréquentation de façon importante. La ville de Saint-Louis met donc un terme aux TUSL en 1963 après seulement 5 années de service.

### Le retour difficile, mais réussi, de Métro-Cars (1963-1994)
Les autobus des TUSL sont vendus par la ville de Saint-Louis à la compagnie Métro-Cars. La compagnie privée est donc chargée d'exploiter le réseau déficitaire commencé par les TUSL. Il est rapidement décidé de supprimer la seconde ligne (entre Bourgfelden et Huningue) et de limiter le trajet de la première ligne au tracé de l'ancienne ligne de tramway (avec quelques liaisons quotidiennes possibles en direction de Saint-Louis-la-Chaussée). En reprenant le tracé de l'ancien tram, Métro-Cars reprend aussi le tracé de sa propre ligne éphémère de 1946. Mais cette fois-ci, la fréquentation ne cesse de chuter. En 1965, Métro-Cars reprend également la ligne de bus entre Village-Neuf, Huningue et l'arrêt de tram « Hüningerstrasse » à Bâle.
Si la fréquentation de la ligne ludovicienne a pu redécoller, ce n'est qu'à partir du 1er septembre 1986 et la création de la ligne 604 (aujourd'hui, ligne 4, même si elle garde encore ce numéro aujourd'hui). Cette dernière permet de relier toutes les demi-heures Saint-Louis au centre-ville de Bâle, à l'arrêt « Schifflände » (arrêt qui n'a pas changé depuis). Le succès est donc au rendez-vous, et en 1992, la fréquence est augmentée au quart d'heure aux heures de pointe. Cette même année, la ligne Bâle - Village-Neuf est elle aussi prolongée jusqu'à « Schifflände », aux heures de pointe seulement, et se nomme désormais ligne 603.

### Les débuts de Distribus (1994-2006)

Logo du réseau Distribus de 1994 à 2006.

Dès 1987, le district des Trois-Frontières a engagé une réflexion globale sur les transports dans un périmètre pertinent. Début 1994, le périmètre de transport urbain déjà existant est étendu aux sept communes que comptait alors le district. Pour remplir cette mission, le district a choisi de confier l’exécution du service à un transporteur privé. En effet, à travers un contrat de « Délégation de Service Public », la société Métro-Cars, installée à Saint-Louis, est chargée d'assurer l'exploitation du réseau de transports urbains. C'est d'ailleurs cette compagnie qui se chargeait déjà d'exploiter les lignes 603 et 604. Le réseau « Distribus » naît officiellement le 2 septembre.
Ce réseau est alors composé de cinq lignes. Alors que les lignes 1 et 2 permettent de relier les communes entre elles, les lignes 603 et 604 (devenant 3 et 4) ne subissent pas de changement et ont donc toujours pour rôle de relier certaines communes à Bâle. La ligne 5 joue le rôle de transport scolaire. Les objectifs du réseau sont d'assurer les liaisons à l'intérieur du district et entre les différents pôles, de faciliter l'accès aux quatre collèges et au lycée et de favoriser l'accès aux emplois dans le district et à Bâle.
En 1997, la commune de Rosenau entre dans le district. Une ligne interurbaine « Mulhouse/Kembs/Saint-Louis » passe déjà par Rosenau. Après un accord trouvé avec le conseil général du Haut-Rhin, la ligne est renommée ligne 6. En 2001, Kembs entre dans la communauté de communes des Trois-Frontières, créée pour remplacer le district. L'accord avec le département est élargi à Kembs tout comme la ligne 6. La ligne 7 est créée par la même occasion : il s'agit d'une ligne de transport à la demande entre la commune et Bâle. L'année suivante, c'est au tour de Bartenheim de s'intégrer dans la communauté de communes. La ligne 5 est alors étendue jusqu'à Bartenheim et une ligne 8 est créée (ayant le même rôle que la ligne 7). Enfin, le 1er juin 2003, le site internet est lancé.
Le 1er janvier 2005, un nouveau contrat passé avec la société Métro-Cars entre en application pour une durée de sept ans. En mars de la même année, l'accès aux zones d'activités est renforcée par la ligne 9, une navette reliant la gare de Saint-Louis à la zone industrielle sud de Huningue.

### Amélioration du réseau (2006-2021)

Logo du réseau Distribus de 2006 à 2019.

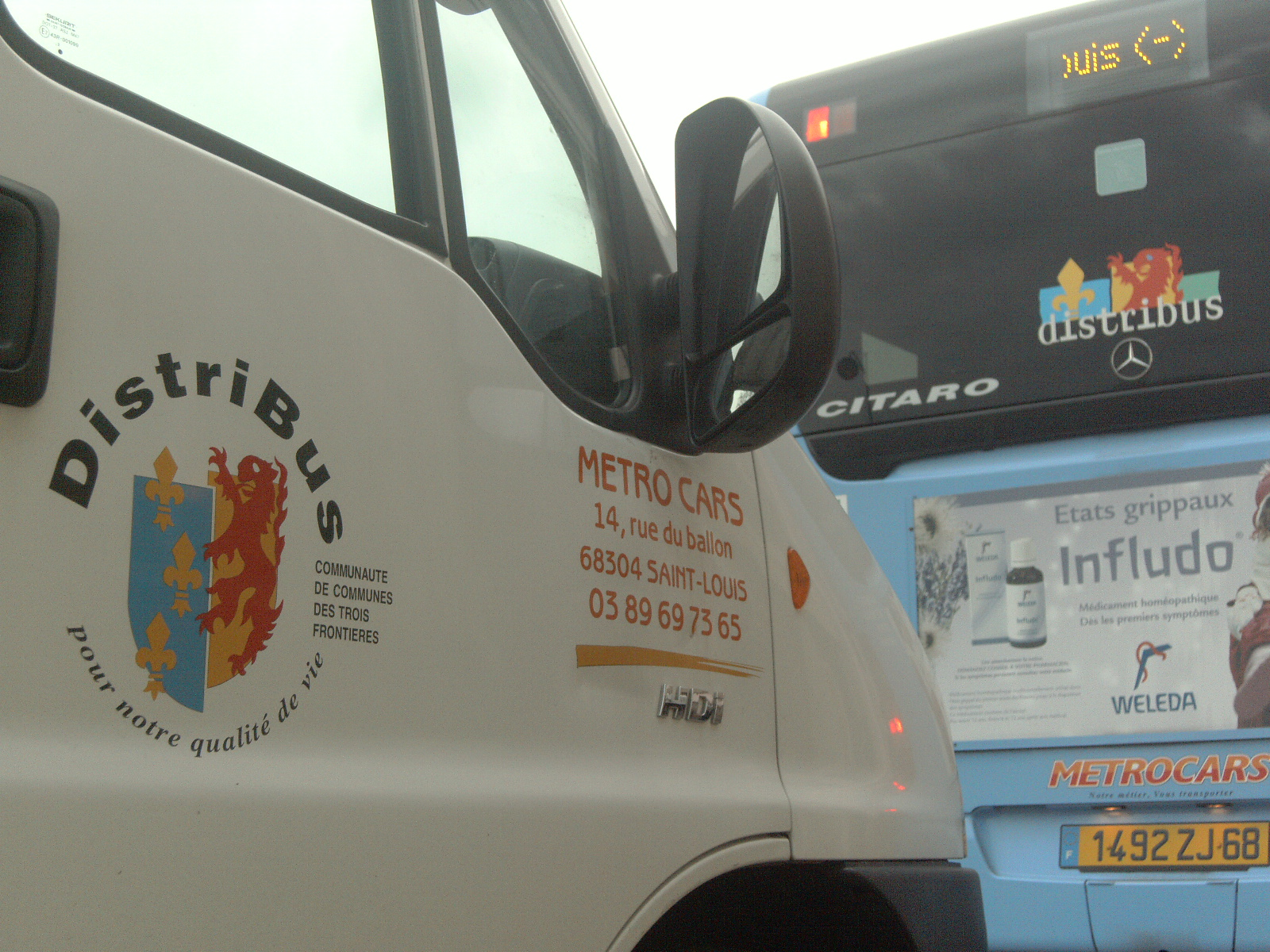
L'ancien logo (1994-2006) sur un Peugeot Boxer et le nouveau (depuis 2006) sur un Citaro K.

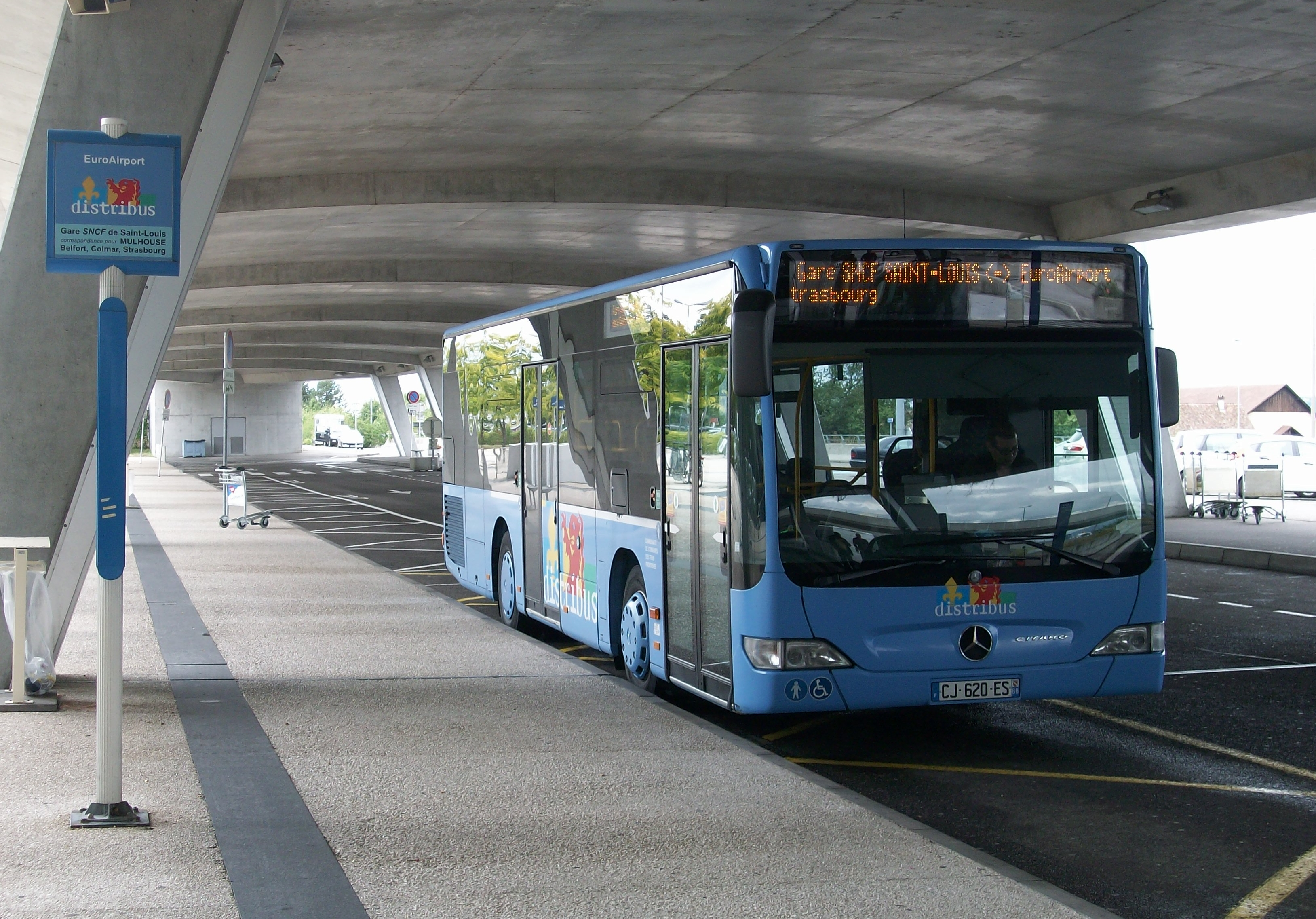

Le 2 juillet 2006, la mise en place des horaires d'été marque aussi une modernisation. En effet, la compagnie DistriBus enlève les deux majuscules à son nom et se nomme désormais « distribus ». Cela est sûrement dû au fait que les habitants, désormais habitués à la présence quotidienne de la compagnie, ne font plus la confusion avec le verbe « distribuer » conjugué à la 1re et 3e personne du présent de l'indicatif et du subjonctif et parlent bien de « distri-bus ». Cette légère modification est accompagnée d'un nouveau logo, de nouvelles couleurs pour les bus (ils deviennent bleus comme le logo à partir du 2 novembre 2006) et de la mise en place d'une carte d'abonnement, le Distripass. La même année, la société Clariant du sud de Huningue (qui avait, avec la société Weleda, mis en place la ligne 9) n'est plus desservie par la navette puisque les chiffres de la fréquentation ne correspondaient pas aux chiffres de l'enquête réalisée pour la mise en service de cette ligne. Cette même année encore, le service de transport pour les personnes à mobilité réduite est créé au mois de septembre.
En 2007, le site internet est totalement refait pendant la période estivale. De plus, la zone industrielle de Hésingue est desservie à son tour par une navette allant jusqu'à la gare ludovicienne (ligne 10). Depuis janvier 2008, une navette « aéroport » fait la liaison entre la gare et l'Aéroport de Bâle-Mulhouse-Fribourg (ligne 11).
Le 31 août 2009, la ligne 4 dessert désormais ses stations à chaque quart d'heure et quelques mois plus tard, à la suite de travaux de voirie sur l'Avenue de Bâle de Saint-Louis, le premier couloir bus du réseau est créé à quelques mètres de la frontière suisse. En septembre 2010, les lignes 1 et 2 exercent un service continu (alors qu'auparavant, les bus pouvaient rentrer au dépôt en plein après-midi). Le 18 décembre, le parking ouest de la gare de Saint-Louis est inauguré par plusieurs élus locaux dont Philippe Richert, ministre chargé des Collectivités territoriales et président du Conseil régional d'Alsace. Cela a apporté des modifications du réseau. En effet, dès le 3 janvier 2011, les lignes 10 et 11 sont passées du côté ouest de la gare, ce qui a permis à la ligne 4 de retrouver sa place de post-2008 à l'est de la gare le 26 septembre 2011.
Depuis 2011, les quais des arrêts de bus sont progressivement rehaussés, en raison de la mise en accessibilité des transports publics. Après la mise en accessibilité de trois arrêts entre 2011 et 2012, les travaux de rehaussement de quai s'effectuent de manière progressive depuis 2013.
Le 1er janvier 2012, les horaires de la ligne 11 ont été modifiés. Les fréquences ont été augmentées (bus désormais jusqu'à 23h45 en semaine, toutes les 15 minutes le matin) et réajustés afin de permettre une correspondance avec les TER 200, correspondance perdue lors de la mise en place du cadencement sur le TER Alsace le 11 décembre 2011. Le 12 mars 2012, les tarifs ont été revus à la hausse à la suite de l'augmentation de la Taxe sur la valeur ajoutée sur les transports passée, au 1er janvier 2012, de 5,5 % à 7 %. Mais une grande nouveauté est également factrice de cette hausse des tarifs. Il s'agit de l'augmentation des fréquences de circulation de la ligne 4 le 15 mai 2012. En effet, depuis cette date, la ligne circule jusqu'à minuit du lundi au jeudi et jusqu'à 1 heure du matin les vendredis et samedis. Mais en plus, la ligne devient la première du réseau (à l'instar de la ligne 11 qui fait office de navette) à circuler les dimanches et jours fériés de 8 heures à 20 heures.
Le 25 mars 2013, c'est une autre ligne transfrontalière qui voit son offre étoffée. En effet, en raison de l'engorgement de la Schifflände au centre de Bâle, le parcours en Suisse de la ligne 8 a été totalement revu. Désormais, la ligne ne dessert plus Bâle mais Allschwil. Cette modification permet la desserte de la zone d'emploi de Neuallschwil et du pôle de loisirs du Bachgraben. Par ailleurs, la desserte vers Bâle est maintenant assurée par une correspondance avec la ligne 6 du tramway de Bâle à l'arrêt « Gartenstrasse ». Ce lot de modifications a amené à élargir l'offre horaire de la ligne, qui s'étale désormais de 5 h à 20 h du lundi au samedi.
Depuis décembre 2013, Distribus procède à un remplacement du parc actuel, (à l'exception des Citaro C1 Facelift BHNS), par des Citaro C2 aux normes Euro 6. Après une mise en service de trois véhicules entre 2013 et 2014, Distribus prévoit d'en réceptionner une dizaine, à raison de deux véhicules par an.[réf. nécessaire]
Depuis le 19 mai 2014, l'agence commerciale de Distribus se situe au 6 Croisée des Lys à Saint-Louis. En juin 2014, la fréquentation a atteint les 2,5 millions de passagers annuels.
Le réseau Distribus a fêté ses 20 ans d'existence durant une cérémonie le 25 octobre 2014,.
Depuis le 15 décembre 2014, la ligne 604 a eu droit à de nouveaux horaires, avec des bus tous les quarts d'heure du lundi au samedi. À cette date, la ligne 8 a aussi eu droit à un léger réajustement des trajets de 5h35 et de 6h10, au départ de Bartenheim, voyant la suppression de la réservation obligatoire.
Depuis le 6 juillet 2016, date d'ouverture du parking F7 de l'Euroairport, une navette gratuite exploitée en partie par Distribus effectue la liaison entre le parking et l'aérogare. Cette navette circule toutes les 15 minutes de 3h30 à 1h15 et le temps d'un trajet est d'environ 5 minutes. Ce service a été assuré jusqu'au 8 novembre 2016, date de fermeture du parking.
Le 20 octobre 2018 sont réceptionnés les deux premiers bus hybrides du réseau, plus silencieux et plus respectueux de l'environnement. Il s'agit des premiers Citaro hybrides à être livrés en France. Trois nouveaux véhicules de ce type ont été réceptionnés au printemps 2020. Cinq autres véhicules ont suivi début septembre de la même année, ce qui porte à 10 le nombre de bus hybrides.
À partir du 30 août 2021, le trajet de la ligne 1 sera profondément remanié. En effet, la commune de Blotzheim sera desservie uniquement sur son axe principal, pour ensuite rejoindre le nouveau terminus Clostermann à proximité de la zone commerciale et du dépôt. Du côté de Huningue la ligne sera également modifiée, en abandonnant la desserte de l'arrêt Domino au profit du nouveau terminus Alsace, à proximité du magasin Super U, dont l'ouverture est prévue en septembre. De ce fait, la ligne 1 reliera deux zones commerciales entre elles.

### Création de Saint-Louis Agglomération et retour du tramway
Le prolongement de la ligne 3 du tramway de Bâle jusqu'à la gare de Saint-Louis, permet de compléter le réseau Distribus. En effet, les principaux lieux desservis par le tracé du tramway (Pfaffenholz, Collège Schickelé, Piscine, Z.A. Freund) ne le sont pas avec Distribus (à l'exception du lycée Jean Mermoz et de la gare). La mise en service du tramway est prévue pour fin 2017.
Le 2 septembre 2019, le réseau a été partiellement restructuré en lien avec le périmètre étendu de Saint-Louis Agglomération.
Cette restructuration comprend le renforcement de la desserte de Rosenau par le prolongement de la ligne 2 qui abandonne la desserte de Village-Neuf (à l'exception du centre).
La desserte de la ville de Sierentz, effectuée jusqu'alors en train et par les lignes régionales, a elle aussi été renforcée par le prolongement de la ligne 8, renumérotée 608 et désormais assurée sans service sur réservation, et qui effectue son terminus à l'entrée la zone commerciale (Hyper U).
À cette date, les lignes transfrontalières 3, 4, 7 et 8 ont été renumérotées 603, 604, 607 et 608 afin de les distinguer des autres lignes et de supprimer des doublons avec les lignes bâloises.
Jusqu'alors propriété de la région, la ligne 714 devient une ligne Distribus à part entière et renumérotée en tant que ligne 14. Son terminus ne s'effectue plus à Place de l'Europe mais à la gare de Saint-Louis.
Une nouvelle restructuration a eu lieu le 31 août 2020 : la ligne 607 disparaît et le trajet la ligne 6 est profondément remanié. En effet, celle-ci ne dessert plus les communes de Rosenau, Village-Neuf et Huningue au profit d'un nouveau terminus à la gare de Saint-Louis, en desservant certains arrêts du quartier de Neuweg.
La ligne 5 subit également une légère modification : les courses ayant pour origine/terminus le Collège Forlen sont désormais prolongées jusqu'à l'arrêt Libération (Bartenheim-la-Chaussée).

## Fonctionnement du réseau

### Organisation
Depuis 2020, le réseau Distribus comprend 14 lignes dont trois lignes transfrontalières (603, 604 et 608) desservant les villes suisses de Bâle et Allschwil et trois lignes Fluo Grand Est en intégration tarifaire (dont les numéros Distribus sont 12, 13 et 15) desservant les communes de la porte du Sundgau, desservie elle aussi par la ligne 14 qui est une ligne entièrement intégrée au réseau Distribus.
En juillet 2011, on comptait 219 points d'arrêt (répartis sur 124 arrêts de bus), dont 95 équipés d'abribus. L'arrêt principal est l'arrêt « Carrefour Central », situé en plein cœur de Saint-Louis, où sept des douze lignes se croisent.
- Notes concernant les tableaux de lignes :
  - La case « nuit » désigne les services de soirée à partir de 20 heures.
  - Les longueurs de lignes sont des valeurs arrondies.

### Lignes urbaines
| Ligne | Caractéristiques | Caractéristiques                                                                | Caractéristiques                                                                | Caractéristiques                                                                | Caractéristiques                                                                | Caractéristiques                                                                | Caractéristiques                                                                | Caractéristiques                                                                | Caractéristiques                                                                |
| 1     | Huningue — Domino ⥋ Blotzheim — Place Coluche | Huningue — Domino ⥋ Blotzheim — Place Coluche                                   | Huningue — Domino ⥋ Blotzheim — Place Coluche                                   | Huningue — Domino ⥋ Blotzheim — Place Coluche                                   | Huningue — Domino ⥋ Blotzheim — Place Coluche                                   | Huningue — Domino ⥋ Blotzheim — Place Coluche                                   | Huningue — Domino ⥋ Blotzheim — Place Coluche                                   | Huningue — Domino ⥋ Blotzheim — Place Coluche                                   | Huningue — Domino ⥋ Blotzheim — Place Coluche                                   |
| ----- | --- | ------------------------------------------------------------------------------- | ------------------------------------------------------------------------------- | ------------------------------------------------------------------------------- | ------------------------------------------------------------------------------- | ------------------------------------------------------------------------------- | ------------------------------------------------------------------------------- | ------------------------------------------------------------------------------- | ------------------------------------------------------------------------------- |
| 1     | Ouverture / Fermeture début 1994 / — | Longueur 14,86 km                                                               | Durée 30 à 40 min                                                               | Nb. d’arrêts 35                                                                 | Matériel Citaro C2 Hybrid Citaro C2 Citaro C1 Facelift BHNS                     | Jours de fonctionnement L, Ma, Me, J, V, S                                      | Jour / Soir / Nuit / Fêtes O / N / N / N                                        | Voy. / an +00200 000, (2 009)                                                   | Exploitant Métro-Cars                                                           |
| 1     | Desserte : - Villes et lieux desservis : Blotzheim (Notre-Dame-du-Chêne, Mairie, École des Missions, Hésingue (Église, Mairie), Hégenheim (Collège des Trois Pays), Saint-Louis (Bourgfelden, Lycée Jean-Mermoz, Centre nautique, Médiathèque, Mairie, La Coupole), Huningue (Parc des Eaux Vives, Musée historique, Mairie, Zone industrielle nord) - Stations et gares desservies : Saint-Exupéry Lycée (Tramway de Bâle : 3). |                                                                                 |                                                                                 |                                                                                 |                                                                                 |                                                                                 |                                                                                 |                                                                                 |                                                                                 |
| 1     | Autre : - Amplitudes horaires : La ligne fonctionne du lundi au vendredi de 6 h à 19 h 25 environ et le samedi de 6 h 30 à 19 h 35 environ. - Particularités : La Zone industrielle Nord est desservie à raison de trois départs par jour (un seul le samedi) en direction de Domino uniquement. - Services scolaires : La ligne dessert le collège des Trois Pays du lundi au vendredi en période scolaire à raison de deux à trois départs par sens et par jour et le mercredi durant cette même période le bus partant à 12 h 5 de l'École des Missions (direction Domino) a son terminus à Village-Neuf Centre. - Date de dernière mise à jour : 15 septembre 2020.                                                                                      |                                                                                 |                                                                                 |                                                                                 |                                                                                 |                                                                                 |                                                                                 |                                                                                 |                                                                                 |
| 1     | Dernière actualisation : — |                                                                                 |                                                                                 |                                                                                 |                                                                                 |                                                                                 |                                                                                 |                                                                                 |                                                                                 |
| 2     | Rosenau — Petit Canal ⥋ Buschwiller — Vosges | Rosenau — Petit Canal ⥋ Buschwiller — Vosges                                    | Rosenau — Petit Canal ⥋ Buschwiller — Vosges                                    | Rosenau — Petit Canal ⥋ Buschwiller — Vosges                                    | Rosenau — Petit Canal ⥋ Buschwiller — Vosges                                    | Rosenau — Petit Canal ⥋ Buschwiller — Vosges                                    | Rosenau — Petit Canal ⥋ Buschwiller — Vosges                                    | Rosenau — Petit Canal ⥋ Buschwiller — Vosges                                    | Rosenau — Petit Canal ⥋ Buschwiller — Vosges                                    |
| 2     | Ouverture / Fermeture début 1994 / — | Longueur 15,7 km                                                                | Durée 30 à 40 min                                                               | Nb. d’arrêts 29                                                                 | Matériel Citaro C2 Hybrid Citaro C2 Citaro C1 Facelift BHNS Citaro K            | Jours de fonctionnement L, Ma, Me, J, V, S                                      | Jour / Soir / Nuit / Fêtes O / N / N / N                                        | Voy. / an —                                                                     | Exploitant Métro-Cars                                                           |
| 2     | Desserte : - Villes et lieux desservis : Rosenau (Mairie, Eglise) Village-Neuf (Église, Mairie, Collège de Nerval, Piscine), Huningue (Stade), Saint-Louis (La Coupole, Mairie, Médiathèque, Centre nautique, Lycée Jean-Mermoz, Bourgfelden), Hégenheim (La Vignette, Stade, Mairie, Collège des Trois Pays), Buschwiller - Stations et gares desservies : Saint-Exupéry Lycée (Tramway de Bâle : 3). |                                                                                 |                                                                                 |                                                                                 |                                                                                 |                                                                                 |                                                                                 |                                                                                 |                                                                                 |
| 2     | Autre : - Amplitudes horaires : La ligne fonctionne du lundi au vendredi de 5 h 55 à 19 h 50 environ et le samedi de 6 h 40 à 19 h 30 environ. - Services scolaires : La ligne dessert les collèges Nerval et des Trois Pays du lundi au vendredi en période scolaire à raison de quelques départs par sens et par jour et le mercredi durant cette même période le bus partant à 7 h 10 de Village-Neuf Centre (direction Vosges) dessert l'École des Missions. - Date de dernière mise à jour : 15 septembre 2020. |                                                                                 |                                                                                 |                                                                                 |                                                                                 |                                                                                 |                                                                                 |                                                                                 |                                                                                 |
| 2     | Dernière actualisation : — |                                                                                 |                                                                                 |                                                                                 |                                                                                 |                                                                                 |                                                                                 |                                                                                 |                                                                                 |
| 5     | Bartenheim — République ⥋ Saint-Louis — Lycée | Bartenheim — République ⥋ Saint-Louis — Lycée                                   | Bartenheim — République ⥋ Saint-Louis — Lycée                                   | Bartenheim — République ⥋ Saint-Louis — Lycée                                   | Bartenheim — République ⥋ Saint-Louis — Lycée                                   | Bartenheim — République ⥋ Saint-Louis — Lycée                                   | Bartenheim — République ⥋ Saint-Louis — Lycée                                   | Bartenheim — République ⥋ Saint-Louis — Lycée                                   | Bartenheim — République ⥋ Saint-Louis — Lycée                                   |
| 5     | Ouverture / Fermeture début 1994 / — | Longueur 14,28 km                                                               | Durée 30 à 40 min                                                               | Nb. d’arrêts 31                                                                 | Matériel Intouro Citaro C1 Facelift                                             | Jours de fonctionnement L, Ma, Me, J, V, S                                      | Jour / Soir / Nuit / Fêtes O / N / N / N                                        | Voy. / an —                                                                     | Exploitant Métro-Cars                                                           |
| 5     | Desserte : - Villes et lieux desservis : Bartenheim (Mairie, La Chaussée), Saint-Louis (Neuweg, Petite Camargue Alsacienne, Collège Forlen, Gare, La Coupole, Mairie, Médiathèque, Centre nautique, Lycée Jean-Mermoz) - Stations et gares desservies : Saint-Exupéry Lycée (Tramway de Bâle : 3). |                                                                                 |                                                                                 |                                                                                 |                                                                                 |                                                                                 |                                                                                 |                                                                                 |                                                                                 |
| 5     | Autre : - Amplitudes horaires : La ligne fonctionne du lundi au vendredi de 7 h 15 à 18 h 20 environ et le samedi matin de 7 h 15 à 12 h 40 environ. - Services scolaires : La ligne, à caractère scolaire, comporte de nombreux services partiels et ne dessert la gare (de façon directe) et le collège Forlen qu'à certaines heures. - Transport à la demande : Le samedi et en semaine durant les vacances scolaires, la ligne est assurée en transport à la demande. - Date de dernière mise à jour : 15 septembre 2020. |                                                                                 |                                                                                 |                                                                                 |                                                                                 |                                                                                 |                                                                                 |                                                                                 |                                                                                 |
| 5     | Dernière actualisation : — |                                                                                 |                                                                                 |                                                                                 |                                                                                 |                                                                                 |                                                                                 |                                                                                 |                                                                                 |
| 6     | Kembs — Kembs Nord ⥋ Saint-Louis — Saint-Louis Gare (Lycée à certains services) | Kembs — Kembs Nord ⥋ Saint-Louis — Saint-Louis Gare (Lycée à certains services) | Kembs — Kembs Nord ⥋ Saint-Louis — Saint-Louis Gare (Lycée à certains services) | Kembs — Kembs Nord ⥋ Saint-Louis — Saint-Louis Gare (Lycée à certains services) | Kembs — Kembs Nord ⥋ Saint-Louis — Saint-Louis Gare (Lycée à certains services) | Kembs — Kembs Nord ⥋ Saint-Louis — Saint-Louis Gare (Lycée à certains services) | Kembs — Kembs Nord ⥋ Saint-Louis — Saint-Louis Gare (Lycée à certains services) | Kembs — Kembs Nord ⥋ Saint-Louis — Saint-Louis Gare (Lycée à certains services) | Kembs — Kembs Nord ⥋ Saint-Louis — Saint-Louis Gare (Lycée à certains services) |
| 6     | Ouverture / Fermeture 1997 / — | Longueur 17 km                                                                  | Durée 25 min                                                                    | Nb. d’arrêts 16                                                                 | Matériel Citaro C2 Citaro C1 Facelift                                           | Jours de fonctionnement L, Ma, Me, J, V, S                                      | Jour / Soir / Nuit / Fêtes O / N / N / N                                        | Voy. / an —                                                                     | Exploitant Métro-Cars Chopin / Heitz                                            |
| 6     | Desserte : - Villes et lieux desservis : Kembs (Mairie, Schaeferhof, Loechlé, Richardshauser), Bartenheim (La Chaussée), Saint-Louis (Petite Camargue alsacienne, Lycée Jean-Mermoz (en période scolaire) - Stations et gares desservies : Gare de Saint-Louis. |                                                                                 |                                                                                 |                                                                                 |                                                                                 |                                                                                 |                                                                                 |                                                                                 |                                                                                 |
| 6     | Autre : - Amplitudes horaires : La ligne fonctionne du lundi au vendredi de 4 h 55 à 20 h 0 environ et le samedi de 4 h 50 à 19 h 30 environ. - Services scolaires : La ligne dessert le lycée Jean-Mermoz de Saint-Louis du lundi au vendredi en période scolaire à raison de quelques départs par sens et par jour. - Intégration tarifaire : La ligne 6 est constituée de l'intégration de la ligne 724 du réseau Fluo Grand Est reliant Saint-Louis à Mulhouse via Ottmarsheim, exploitée par le groupement des transporteurs Louis Kunegel, Chopin et Heitz. À la suite de la suppression de la ligne 724, ce dispositif n'existe plus et la ligne 59 du réseau Soléa a été prolongée jusqu'à Kembs - Date de dernière mise à jour : 15 septembre 2020. |                                                                                 |                                                                                 |                                                                                 |                                                                                 |                                                                                 |                                                                                 |                                                                                 |                                                                                 |
| 6     | Dernière actualisation : — |                                                                                 |                                                                                 |                                                                                 |                                                                                 |                                                                                 |                                                                                 |                                                                                 |                                                                                 |
| 9     | Saint-Louis — Gare ⥋ Village-Neuf — Z.I. Village-Neuf | Saint-Louis — Gare ⥋ Village-Neuf — Z.I. Village-Neuf                           | Saint-Louis — Gare ⥋ Village-Neuf — Z.I. Village-Neuf                           | Saint-Louis — Gare ⥋ Village-Neuf — Z.I. Village-Neuf                           | Saint-Louis — Gare ⥋ Village-Neuf — Z.I. Village-Neuf                           | Saint-Louis — Gare ⥋ Village-Neuf — Z.I. Village-Neuf                           | Saint-Louis — Gare ⥋ Village-Neuf — Z.I. Village-Neuf                           | Saint-Louis — Gare ⥋ Village-Neuf — Z.I. Village-Neuf                           | Saint-Louis — Gare ⥋ Village-Neuf — Z.I. Village-Neuf                           |
| 9     | Ouverture / Fermeture mars 2005 / — | Longueur 5,41 km                                                                | Durée 14 à 20 min                                                               | Nb. d’arrêts 5                                                                  | Matériel Intouro Citaro K                                                       | Jours de fonctionnement L, Ma, Me, J, V                                         | Jour / Soir / Nuit / Fêtes O / N / N / N                                        | Voy. / an +0 0001 223, (2 005)                                                  | Exploitant Métro-Cars                                                           |
| 9     | Desserte : - Villes et lieux desservis : Saint-Louis (Gare), Huningue (Zones industrielles sud et nord), Village-Neuf (Zone industrielle DSM) - Stations et gares desservies : Gare de Saint-Louis. |                                                                                 |                                                                                 |                                                                                 |                                                                                 |                                                                                 |                                                                                 |                                                                                 |                                                                                 |
| 9     | Autre : - Amplitudes horaires : La ligne fonctionne du lundi au vendredi de 7 h 45 à 8 h 35 environ en direction de la Zone industrielle et de 16 h 5 à 18 h 5 environ en direction de la gare, les départs sont alignés sur les horaires des trains. - En cas de retard des trains : Les liaisons de 8 h 3 et 8 h 33 en direction la Zone industrielle peuvent partir, pour la première, jusqu'à cinq minutes plus tard en cas de retard des TER 200 venant de Mulhouse et arrivant à Saint-Louis quelques minutes auparavant, et pour la seconde si le retard dépasse les dix minutes être renforcé par une navette supplémentaire. - Date de dernière mise à jour : 9 septembre 2019.                                                                     |                                                                                 |                                                                                 |                                                                                 |                                                                                 |                                                                                 |                                                                                 |                                                                                 |                                                                                 |
| 9     | Dernière actualisation : — |                                                                                 |                                                                                 |                                                                                 |                                                                                 |                                                                                 |                                                                                 |                                                                                 |                                                                                 |
| 10    | Saint-Louis — Gare ⥋ Hésingue — Z.I. Hésingue | Saint-Louis — Gare ⥋ Hésingue — Z.I. Hésingue                                   | Saint-Louis — Gare ⥋ Hésingue — Z.I. Hésingue                                   | Saint-Louis — Gare ⥋ Hésingue — Z.I. Hésingue                                   | Saint-Louis — Gare ⥋ Hésingue — Z.I. Hésingue                                   | Saint-Louis — Gare ⥋ Hésingue — Z.I. Hésingue                                   | Saint-Louis — Gare ⥋ Hésingue — Z.I. Hésingue                                   | Saint-Louis — Gare ⥋ Hésingue — Z.I. Hésingue                                   | Saint-Louis — Gare ⥋ Hésingue — Z.I. Hésingue                                   |
| 10    | Ouverture / Fermeture 3 septembre 2007 / — | Longueur 3,08 km                                                                | Durée 10 min                                                                    | Nb. d’arrêts 2                                                                  | Matériel Intouro Jumper II                                                      | Jours de fonctionnement L, Ma, Me, J, V                                         | Jour / Soir / Nuit / Fêtes O / N / N / N                                        | Voy. / an —                                                                     | Exploitant Métro-Cars                                                           |
| 10    | Desserte : - Villes et lieux desservis : Saint-Louis (Gare), Hésingue (Zone industrielle) - Stations et gares desservies : Gare de Saint-Louis. |                                                                                 |                                                                                 |                                                                                 |                                                                                 |                                                                                 |                                                                                 |                                                                                 |                                                                                 |
| 10    | Autre : - Amplitudes horaires : La ligne fonctionne du lundi au vendredi à 8 h 3 et 8 h 35 en direction de la Zone industrielle, du lundi au jeudi à 17 h 40 et 18 h 10 et le vendredi à 16 h 40 et 17 h 40 environ en direction de la gare, les départs sont alignés sur les horaires des trains. - Date de dernière mise à jour : 15 septembre 2020. |                                                                                 |                                                                                 |                                                                                 |                                                                                 |                                                                                 |                                                                                 |                                                                                 |                                                                                 |
| 10    | Dernière actualisation : — |                                                                                 |                                                                                 |                                                                                 |                                                                                 |                                                                                 |                                                                                 |                                                                                 |                                                                                 |
| 11    | Saint-Louis — Gare ⥋ Saint-Louis — EuroAirport | Saint-Louis — Gare ⥋ Saint-Louis — EuroAirport                                  | Saint-Louis — Gare ⥋ Saint-Louis — EuroAirport                                  | Saint-Louis — Gare ⥋ Saint-Louis — EuroAirport                                  | Saint-Louis — Gare ⥋ Saint-Louis — EuroAirport                                  | Saint-Louis — Gare ⥋ Saint-Louis — EuroAirport                                  | Saint-Louis — Gare ⥋ Saint-Louis — EuroAirport                                  | Saint-Louis — Gare ⥋ Saint-Louis — EuroAirport                                  | Saint-Louis — Gare ⥋ Saint-Louis — EuroAirport                                  |
| 11    | Ouverture / Fermeture 14 janvier 2008 / — | Longueur 3,55 km                                                                | Durée 5 à 10 min                                                                | Nb. d’arrêts 2                                                                  | Matériel Citaro C2 Hybrid Citaro C2                                             | Jours de fonctionnement L, Ma, Me, J, V, S, D                                   | Jour / Soir / Nuit / Fêtes O / O / O / O                                        | Voy. / an +00100 000, (2 011)                                                   | Exploitant Métro-Cars                                                           |
| 11    | Desserte : - Villes et lieux desservis : Saint-Louis (Gare, EuroAirport) - Stations et gares desservies : Gare de Saint-Louis. |                                                                                 |                                                                                 |                                                                                 |                                                                                 |                                                                                 |                                                                                 |                                                                                 |                                                                                 |
| 11    | Autre : - Amplitudes horaires : La ligne fonctionne du lundi au vendredi de 5 h 20 à 23 h 35 environ, le samedi de 6 h 20 à 23 h 35 environ et les dimanches et fêtes de 5 h 50 à 23 h 35 environ. La ligne dispose d'une tarification spéciale à 2,50 €. - Date de dernière mise à jour : 15 septembre 2020. |                                                                                 |                                                                                 |                                                                                 |                                                                                 |                                                                                 |                                                                                 |                                                                                 |                                                                                 |
| 11    | Dernière actualisation : — |                                                                                 |                                                                                 |                                                                                 |                                                                                 |                                                                                 |                                                                                 |                                                                                 |                                                                                 |

### Lignes périurbaines
| Ligne | Caractéristiques | Caractéristiques                                              | Caractéristiques                                              | Caractéristiques                                              | Caractéristiques                                              | Caractéristiques                                              | Caractéristiques                                              | Caractéristiques                                              | Caractéristiques                                              |
| 12    | Saint-Louis — Place de l'Europe ⥋ Folgensbourg — Rue de Delle | Saint-Louis — Place de l'Europe ⥋ Folgensbourg — Rue de Delle | Saint-Louis — Place de l'Europe ⥋ Folgensbourg — Rue de Delle | Saint-Louis — Place de l'Europe ⥋ Folgensbourg — Rue de Delle | Saint-Louis — Place de l'Europe ⥋ Folgensbourg — Rue de Delle | Saint-Louis — Place de l'Europe ⥋ Folgensbourg — Rue de Delle | Saint-Louis — Place de l'Europe ⥋ Folgensbourg — Rue de Delle | Saint-Louis — Place de l'Europe ⥋ Folgensbourg — Rue de Delle | Saint-Louis — Place de l'Europe ⥋ Folgensbourg — Rue de Delle |
| ----- | --- | ------------------------------------------------------------- | ------------------------------------------------------------- | ------------------------------------------------------------- | ------------------------------------------------------------- | ------------------------------------------------------------- | ------------------------------------------------------------- | ------------------------------------------------------------- | ------------------------------------------------------------- |
| 12    | Ouverture / Fermeture 2 septembre 2009 / — | Longueur —                                                    | Durée 35 min                                                  | Nb. d’arrêts 10                                               | Matériel Intouro                                              | Jours de fonctionnement L, Ma, Me, J, V                       | Jour / Soir / Nuit / Fêtes O / N / N / N                      | Voy. / an —                                                   | Exploitant Métro-Cars                                         |
| 12    | Desserte : - Villes et lieux desservis : Saint-Louis (La Coupole, Mairie, Médiathèque, Lycée Jean-Mermoz), Hésingue (Mairie, Église), Buschwiller, Wentzwiller et Folgensbourg - Stations et gares desservies : Saint-Exupéry Lycée à distance à l'arrêt Place Mermoz (Tramway de Bâle : 3). |                                                               |                                                               |                                                               |                                                               |                                                               |                                                               |                                                               |                                                               |
| 12    | Autre : - Amplitudes horaires : La ligne fonctionne du lundi au vendredi à raison d'un à trois allers-retours par jour. - Intégration tarifaire : La ligne 12 est constituée de l'intégration de la ligne 759 de Fluo Grand Est reliant Saint-Louis à Biederthal exploitée par Métro-Cars. - Histoire : Intégrée au réseau Distribus en 2009 sous l'indice 12B, la ligne est intégrée depuis 2019 sous l'indice 12 en y ajoutant les communes de Wentzwiller et Folgensbourg. - Date de dernière mise à jour : 15 septembre 2020.                    |                                                               |                                                               |                                                               |                                                               |                                                               |                                                               |                                                               |                                                               |
| 12    | Dernière actualisation : — |                                                               |                                                               |                                                               |                                                               |                                                               |                                                               |                                                               |                                                               |
| 13    | Saint-Louis — Place de l'Europe ⥋ Michelbach-le-Haut — Centre | Saint-Louis — Place de l'Europe ⥋ Michelbach-le-Haut — Centre | Saint-Louis — Place de l'Europe ⥋ Michelbach-le-Haut — Centre | Saint-Louis — Place de l'Europe ⥋ Michelbach-le-Haut — Centre | Saint-Louis — Place de l'Europe ⥋ Michelbach-le-Haut — Centre | Saint-Louis — Place de l'Europe ⥋ Michelbach-le-Haut — Centre | Saint-Louis — Place de l'Europe ⥋ Michelbach-le-Haut — Centre | Saint-Louis — Place de l'Europe ⥋ Michelbach-le-Haut — Centre | Saint-Louis — Place de l'Europe ⥋ Michelbach-le-Haut — Centre |
| 13    | Ouverture / Fermeture 2 septembre 2009 / — | Longueur —                                                    | Durée 26 min                                                  | Nb. d’arrêts 10                                               | Matériel Intouro                                              | Jours de fonctionnement L, Ma, Me, J, V                       | Jour / Soir / Nuit / Fêtes O / N / N / N                      | Voy. / an —                                                   | Exploitant Métro-Cars                                         |
| 13    | Desserte : - Villes et lieux desservis : Saint-Louis (La Coupole, Mairie, Médiathèque, Lycée Jean-Mermoz), Hésingue (Mairie, Église), Attenschwiller et Michelbach-le-Haut - Stations et gares desservies : Saint-Exupéry Lycée à distance à l'arrêt Place Mermoz (Tramway de Bâle : 3). |                                                               |                                                               |                                                               |                                                               |                                                               |                                                               |                                                               |                                                               |
| 13    | Autre : - Amplitudes horaires : La ligne fonctionne du lundi au vendredi à raison de deux à trois allers-retours par jour. - Intégration tarifaire : La ligne 13 est constituée de l'intégration de la ligne 713 du réseau Fluo Grand Est reliant Saint-Louis à Sondersdorf exploitée par Métro-Cars. - Histoire : Intégrée au réseau Distribus en 2009 sous l'indice 12A, la ligne est intégrée depuis 2019 sous l'indice 13 en y ajoutant les communes d'Attenschwiller et Michelbach-le-Haut. - Date de dernière mise à jour : 15 septembre 2020. |                                                               |                                                               |                                                               |                                                               |                                                               |                                                               |                                                               |                                                               |
| 13    | Dernière actualisation : — |                                                               |                                                               |                                                               |                                                               |                                                               |                                                               |                                                               |                                                               |
| 14    | Saint-Louis — Gare ⥋ Liebenswiller — Aubépines | Saint-Louis — Gare ⥋ Liebenswiller — Aubépines                | Saint-Louis — Gare ⥋ Liebenswiller — Aubépines                | Saint-Louis — Gare ⥋ Liebenswiller — Aubépines                | Saint-Louis — Gare ⥋ Liebenswiller — Aubépines                | Saint-Louis — Gare ⥋ Liebenswiller — Aubépines                | Saint-Louis — Gare ⥋ Liebenswiller — Aubépines                | Saint-Louis — Gare ⥋ Liebenswiller — Aubépines                | Saint-Louis — Gare ⥋ Liebenswiller — Aubépines                |
| 14    | Ouverture / Fermeture septembre 2019 / — | Longueur —                                                    | Durée 50 min                                                  | Nb. d’arrêts 17                                               | Matériel Intouro                                              | Jours de fonctionnement L, Ma, Me, J, V, S                    | Jour / Soir / Nuit / Fêtes O / N / N / N                      | Voy. / an —                                                   | Exploitant Métro-Cars                                         |
| 14    | Desserte : - Villes et lieux desservis : Saint-Louis, Hégenheim, Hagenthal-le-Bas, Hagenthal-le-Haut, Neuwiller, Leymen, Liebenswiller - Stations et gares desservies : Gare de Saint-Louis et Saint-Exupéry Lycée à distance à l'arrêt Place Mermoz (Tramway de Bâle : 3). |                                                               |                                                               |                                                               |                                                               |                                                               |                                                               |                                                               |                                                               |
| 14    | Autre : - Amplitudes horaires : La ligne fonctionne du lundi au vendredi de 6 h à 18 h 45 et le samedi de 7 h 50 à 19 h 40 environ. En semaine en heures creuses et le samedi, la ligne fonctionne sur réservation. - Intégration tarifaire : La ligne 14 est l'ancienne ligne 714 de Fluo Grand Est, intégrée au réseau Distribus depuis 2019. - Date de dernière mise à jour : 15 septembre 2020. |                                                               |                                                               |                                                               |                                                               |                                                               |                                                               |                                                               |                                                               |
| 14    | Dernière actualisation : — |                                                               |                                                               |                                                               |                                                               |                                                               |                                                               |                                                               |                                                               |
| 15    | Saint-Louis — Gare ⥋ Knœringue — Centre | Saint-Louis — Gare ⥋ Knœringue — Centre                       | Saint-Louis — Gare ⥋ Knœringue — Centre                       | Saint-Louis — Gare ⥋ Knœringue — Centre                       | Saint-Louis — Gare ⥋ Knœringue — Centre                       | Saint-Louis — Gare ⥋ Knœringue — Centre                       | Saint-Louis — Gare ⥋ Knœringue — Centre                       | Saint-Louis — Gare ⥋ Knœringue — Centre                       | Saint-Louis — Gare ⥋ Knœringue — Centre                       |
| 15    | Ouverture / Fermeture septembre 2019 / — | Longueur —                                                    | Durée 30 min                                                  | Nb. d’arrêts 15                                               | Matériel Intouro                                              | Jours de fonctionnement L, Ma, Me, J, V                       | Jour / Soir / Nuit / Fêtes O / N / N / N                      | Voy. / an —                                                   | Exploitant Métro-Cars                                         |
| 15    | Desserte : - Villes et lieux desservis : Saint-Louis, Blotzheim, Michelbach-le-Bas, Ranspach-le-Bas, Ranspach-le-Haut, Knœringue - Stations et gares desservies : Gare de Saint-Louis et Saint-Exupéry Lycée (Tramway de Bâle : 3). |                                                               |                                                               |                                                               |                                                               |                                                               |                                                               |                                                               |                                                               |
| 15    | Autre : - Amplitudes horaires : La ligne fonctionne du lundi au vendredi à raison de deux à trois allers-retours par jour. - Intégration tarifaire : La ligne 15 est constituée de l'intégration de la ligne 829 du réseau Fluo Grand Est reliant Saint-Louis à Altkirch exploitée par Métro-Cars. - Histoire : Intégrée au réseau Distribus depuis 2019. - Date de dernière mise à jour : 15 septembre 2020. |                                                               |                                                               |                                                               |                                                               |                                                               |                                                               |                                                               |                                                               |
| 15    | Dernière actualisation : — |                                                               |                                                               |                                                               |                                                               |                                                               |                                                               |                                                               |                                                               |

### Lignes transfrontalières
| Ligne | Caractéristiques | Caractéristiques                                                    | Caractéristiques                                                    | Caractéristiques                                                    | Caractéristiques                                                    | Caractéristiques                                                    | Caractéristiques                                                    | Caractéristiques                                                    | Caractéristiques                                                    |
| 603   | Village-Neuf — Rue de la Paix ⥋ Bâle — Schifflände | Village-Neuf — Rue de la Paix ⥋ Bâle — Schifflände                  | Village-Neuf — Rue de la Paix ⥋ Bâle — Schifflände                  | Village-Neuf — Rue de la Paix ⥋ Bâle — Schifflände                  | Village-Neuf — Rue de la Paix ⥋ Bâle — Schifflände                  | Village-Neuf — Rue de la Paix ⥋ Bâle — Schifflände                  | Village-Neuf — Rue de la Paix ⥋ Bâle — Schifflände                  | Village-Neuf — Rue de la Paix ⥋ Bâle — Schifflände                  | Village-Neuf — Rue de la Paix ⥋ Bâle — Schifflände                  |
| ----- | --- | ------------------------------------------------------------------- | ------------------------------------------------------------------- | ------------------------------------------------------------------- | ------------------------------------------------------------------- | ------------------------------------------------------------------- | ------------------------------------------------------------------- | ------------------------------------------------------------------- | ------------------------------------------------------------------- |
| 603   | Ouverture / Fermeture 13 avril 1961 / — | Longueur 8,82 km                                                    | Durée 23 à 27 min                                                   | Nb. d’arrêts 17                                                     | Matériel Citaro C2 Citaro C1 Facelift BHNS                          | Jours de fonctionnement L, Ma, Me, J, V, S                          | Jour / Soir / Nuit / Fêtes O / O / N / N                            | Voy. / an —                                                         | Exploitant Métro-Cars                                               |
| 603   | Desserte : - Villes et lieux desservis : Village-Neuf (Maison de retraite, Église, Mairie, Collège de Nerval, Piscine), Huningue (Mairie, Musée historique, Parc des Eaux Vives), Bâle (Campus Novartis, Universitätspital, Kinderspital UKBB, Embarcadère, Marktplatz, Mittlere Brücke) - Stations et gares desservies : Hüningerstrasse, Kinderspitaal UKBB et Voltaplatz (Tramway de Bâle : 11), Schifflände (Tramway de Bâle : 6, 8, 11, 14, 15, 16 et 17). |                                                                     |                                                                     |                                                                     |                                                                     |                                                                     |                                                                     |                                                                     |                                                                     |
| 603   | Autre : - Amplitudes horaires : La ligne fonctionne du lundi au vendredi de 5 h 50 à 20 h 55 environ et le samedi de 6 h 45 à 19 h 40 environ. Le service est assuré le dimanche uniquement quand les jours ne sont pas fériés en Suisse (8 mai, 14 juillet, 15 août, 1er et 11 novembre). - Histoire : Avant la création du réseau en 1994, la ligne 3 s'appelait ligne 603. Elle garde maintenant ce numéro sur les girouettes des bus et en Suisse. - Services scolaires : La ligne dessert le collège Nerval et la piscine de Village-Neuf du lundi au vendredi en période scolaire à raison de quelques départs par sens et par jour. - Date de dernière mise à jour : 15 septembre 2020. |                                                                     |                                                                     |                                                                     |                                                                     |                                                                     |                                                                     |                                                                     |                                                                     |
| 603   | Dernière actualisation : — |                                                                     |                                                                     |                                                                     |                                                                     |                                                                     |                                                                     |                                                                     |                                                                     |
| 604   | Saint-Louis Neuweg — Prof Coste ou Parc Soleil ⥋ Bâle — Schifflände | Saint-Louis Neuweg — Prof Coste ou Parc Soleil ⥋ Bâle — Schifflände | Saint-Louis Neuweg — Prof Coste ou Parc Soleil ⥋ Bâle — Schifflände | Saint-Louis Neuweg — Prof Coste ou Parc Soleil ⥋ Bâle — Schifflände | Saint-Louis Neuweg — Prof Coste ou Parc Soleil ⥋ Bâle — Schifflände | Saint-Louis Neuweg — Prof Coste ou Parc Soleil ⥋ Bâle — Schifflände | Saint-Louis Neuweg — Prof Coste ou Parc Soleil ⥋ Bâle — Schifflände | Saint-Louis Neuweg — Prof Coste ou Parc Soleil ⥋ Bâle — Schifflände | Saint-Louis Neuweg — Prof Coste ou Parc Soleil ⥋ Bâle — Schifflände |
| 604   | Ouverture / Fermeture 1er janvier 1968 / — | Longueur 9,40 km                                                    | Durée 27 à 35 min                                                   | Nb. d’arrêts 29                                                     | Matériel Citaro C2 Hybrid Citaro C2 Citaro C1 Facelift BHNS Integro | Jours de fonctionnement L, Ma, Me, J, V, S, D                       | Jour / Soir / Nuit / Fêtes O / O / O / O                            | Voy. / an +00700 000, (2 009)                                       | Exploitant Métro-Cars                                               |
| 604   | Desserte : - Villes et lieux desservis : Saint-Louis (Neuweg, Petite Camargue Alsacienne, Collège Forlen, Gare, Stade de la Frontière), Bâle (Campus Novartis, Universitätspital, Kinderspital UKBB, Embarcadère, Marktplatz, Mittlere Brücke) - Stations et gares desservies : Gare de Saint-Louis, St-Louis Grenze, Hüningerstrasse, Kinderspitaal UKBB et Voltaplatz (Tramway de Bâle : 11), Schifflände (Tramway de Bâle : 6, 8, 11, 14, 15, 16 et 17).. |                                                                     |                                                                     |                                                                     |                                                                     |                                                                     |                                                                     |                                                                     |                                                                     |
| 604   | Autre : - Amplitudes horaires : La ligne fonctionne du lundi au jeudi de 5 h 25 à 0 h environ, le vendredi jusqu'à 1 h environ, le samedi de 6 h 25 à 1 h environ et les dimanches et fêtes de 8 h à 20 h environ. Quand un jour n'est pas férié en Suisse (8 mai, 14 juillet, 15 août, 1er et 11 novembre), le service est assuré selon les horaires normaux et s'il l'est, la ligne fonctionne selon les horaires du dimanche. - Histoire : Avant la création du réseau en 1994, la ligne 4 s'appelait ligne 604. Elle garde maintenant ce numéro sur les girouettes des bus (sauf pour les trajets Frontière - Collège Forlen) et en Suisse. - Services scolaires : La ligne dispose du lundi au vendredi en période scolaire de deux services scolaires, qui sont assurés par les Citaro K en tant que ligne 4 : - Collège Forlen ↔ Frontière ; - Rue de Breisach ↔ Cité Rail. - Date de dernière mise à jour : 15 septembre 2020. |                                                                     |                                                                     |                                                                     |                                                                     |                                                                     |                                                                     |                                                                     |                                                                     |
| 604   | Dernière actualisation : — |                                                                     |                                                                     |                                                                     |                                                                     |                                                                     |                                                                     |                                                                     |                                                                     |
| 608   | Sierentz — Zone Commerciale ⥋ Allschwil — Bachgraben | Sierentz — Zone Commerciale ⥋ Allschwil — Bachgraben                | Sierentz — Zone Commerciale ⥋ Allschwil — Bachgraben                | Sierentz — Zone Commerciale ⥋ Allschwil — Bachgraben                | Sierentz — Zone Commerciale ⥋ Allschwil — Bachgraben                | Sierentz — Zone Commerciale ⥋ Allschwil — Bachgraben                | Sierentz — Zone Commerciale ⥋ Allschwil — Bachgraben                | Sierentz — Zone Commerciale ⥋ Allschwil — Bachgraben                | Sierentz — Zone Commerciale ⥋ Allschwil — Bachgraben                |
| 608   | Ouverture / Fermeture septembre 2002 / — | Longueur 18,2 km                                                    | Durée 35 à 40 min                                                   | Nb. d’arrêts 24                                                     | Matériel Sprinter City                                              | Jours de fonctionnement L, Ma, Me, J, V, S                          | Jour / Soir / Nuit / Fêtes O / N / N / N                            | Voy. / an +0 0003 600, (2 004)                                      | Exploitant Métro-Cars                                               |
| 608   | Desserte : - Villes et lieux desservis :Sierentz (Zone Commerciale, Centre, Hôpital), Bartenheim (Mairie), Blotzheim (Mairie, École des Missions), Hésingue (Église), Hégenheim (Mairie), Allschwil (Neuallschwil, Bachgraben) - Stations et gares desservies : Gartenstrasse (Tramway de Bâle : 6). |                                                                     |                                                                     |                                                                     |                                                                     |                                                                     |                                                                     |                                                                     |                                                                     |
| 608   | Autre : - Amplitudes horaires : La ligne fonctionne du lundi au samedi de 5 h 35 à 20 h 15 environ, toutes les 30 minutes en heure de pointe, toutes les heures en heures creuses et le samedi. Le service est assuré les jours fériés uniquement quand ces jours ne sont pas fériés en Suisse (8 mai, 14 juillet, 15 août, 1er et 11 novembre). - Transport à la demande : Ce service est supprimé au 2 septembre 2019, la ligne devenant réguliere, et donc sans aucune réservation, du lundi au samedi, tout au long de la journée. - Date de dernière mise à jour : 9 septembre 2019. |                                                                     |                                                                     |                                                                     |                                                                     |                                                                     |                                                                     |                                                                     |                                                                     |
| 608   | Dernière actualisation : — |                                                                     |                                                                     |                                                                     |                                                                     |                                                                     |                                                                     |                                                                     |                                                                     |

### Transport à la demande
Deux zones de transport à la demande existent depuis l'extension du réseau au périmètre de Saint-Louis Agglomération : Pays de Sierentz (16 communes) et Porte du Sundgau (8 communes, en complément des lignes 12, 13 et 15).

## Parc actuel de véhicules
Le parc Distribus est composé en 2020 de 40 véhicules, presque tous de marque Mercedes-Benz. Sauf mention contraire, tous les véhicules possèdent la livrée bleue.
Il compte en effet 28 bus standards, dont dix hybrides, 1 midibus et 11 minibus. Les véhicules n'ayant pas de numéros de parc, ils seront identifiés ci-dessous par leurs plaques d'immatriculation.

### Standards
| Modèle                  | Constructeur           | Nombre | Plaque et date de mise en service | Remarque | Image | Principales lignes d'exploitation              |
| ----------------------- | ---------------------- | ------ | --- | --- | ----- | ---------------------------------------------- |
| Citaro C1 Facelift      | EvoBus (Mercedes-Benz) | 4      | CZ-727-JG : juin 2008 CZ-664-JG : juin 2008 DA-268-CH : juin 2008 AL-141-FT : 2010 | |       | Lignes 1, 2, 604 (services scolaires), 5 et 6. |
| Citaro C1 Facelift BHNS | EvoBus (Mercedes-Benz) | 5      | BG-148-BV : 19 janvier 2011 BG-163-BV : 19 janvier 2011 CK-906-PP : 26 septembre 2012 CK-917-PP : 26 septembre 2012 CK-026-VX : 26 septembre 2012                                                                                               | Premiers bus du réseau disposant de trois portes. Ces autobus sont équipés de carénage de type Bus à haut niveau de service.                                                                              |       | 1, 2, 603, 604                                 |
| Citaro C2               | EvoBus (Mercedes-Benz) | 9      | DA-123-EY : 2 décembre 2013 DK-339-ZB : 17 octobre 2014 DK-344-ZB : 17 octobre 2014 DV-566-ND : 10 septembre 2015 DV-571-ND : 10 septembre 2015 EA-290-ZN : début mai 2016 ED-002-TZ : mi juillet 2016 EM-235-AM: mai 2017 EM-250-AM : mai 2017 | Ces véhicules respectent les Normes européennes d'émission « Euro 6 ». Mise en service progressive de ces modèles pour remplacer le parc actuel des véhicules, à l'exception des Citaro C1 Facelift BHNS. |       | Lignes 1, 2, 603, 604, 6 et 11                 |
| Citaro C2 Hybrid        | EvoBus (Mercedes-Benz) | 10     | FA-183-ZW : 20 octobre 2018 FA-189-ZW: 20 octobre 2018 FN-190-NN : 2020 FN-193-NN : 2020 FN-947-TK : 2020 FR-392-QM : 2020 FR-415-QM : 2020 FR-458-QM : 2020 FR-478-QM : 2020 FR-496-QM : 2020                                                  | Bus hybrides. Achetés par Distribus dans le cadre de la continuité de sa démarche de respect de l'environnement.                                                                                          |       | 1, 2, 604 et 11                                |

### Midibus
| Modèle               | Constructeur           | Nombre | Plaque et date de mise en service | Remarque                   | Image | Principales lignes d'exploitation |
| -------------------- | ---------------------- | ------ | --------------------------------- | -------------------------- | ----- | --------------------------------- |
| Citaro K C1 Facelift | EvoBus (Mercedes-Benz) | 1      | 639 ZF 68 : mai 2007              | Série en cours de retrait. |       | Lignes 2 et 9                     |

### Minibus
| Modèle        | Constructeur  | Nombre | Plaque et date de mise en service                                        | Remarque | Image              | Principales lignes d'exploitation                         |
| ------------- | ------------- | ------ | ------------------------------------------------------------------------ | --- | ------------------ | --------------------------------------------------------- |
| Jumper        | Citroën       | 1      | AQ-253-SH                                                                | Possède encore l'ancienne livrée blanche. Aménagé par Gruau pour le transport de personnes à mobilité réduite. |                    | Lignes inconnues.                                         |
| Jumper II     | Citroën       | 2      | AP-438-MB : 2010 CL-404-NE : fin-2012                                    | |                    | Transports à la demande et services PMR.                  |
| Sprinter City | Mercedes-Benz | 3      | CP-253-ZV : 31 janvier 2013 CZ-721-YQ : 2 décembre 2013 FK-207-WR : 2020 | | Image indisponible | Ligne 608                                                 |
| Sprinter      | Mercedes-Benz | 3      | EC-783-FB : 2016 EP-220-CK : 2017 FJ-542-TR : 2019                       | | Image indisponible | Destinés aux transports à la demande et aux services PMR. |
| Master        | Renault       | 1      | FR-116-LV : 2020                                                         | | Image indisponible | Services PMR                                              |

## Effectifs
En 2020, la compagnie Métrocars / Kunegel est composée d'environ 100 salariés dont 90 conducteurs.

## Utilisation du réseau

### Usages
La montée se fait en porte avant et la descente par la ou les porte(s) arrière(s) sur tous les autobus. Mais avec la mise en circulation de deux Citaro II de type BHNS en janvier 2011, la montée peut aussi se faire par la porte centrale (seulement sur ces bus) grâce à une rampe réservée aux personnes en fauteuil roulant.
Les enfants de moins de 6 ans accompagnés par un adulte voyagent gratuitement à bord des autobus.

### Titres de transport
(depuis le 12 mars 2012)

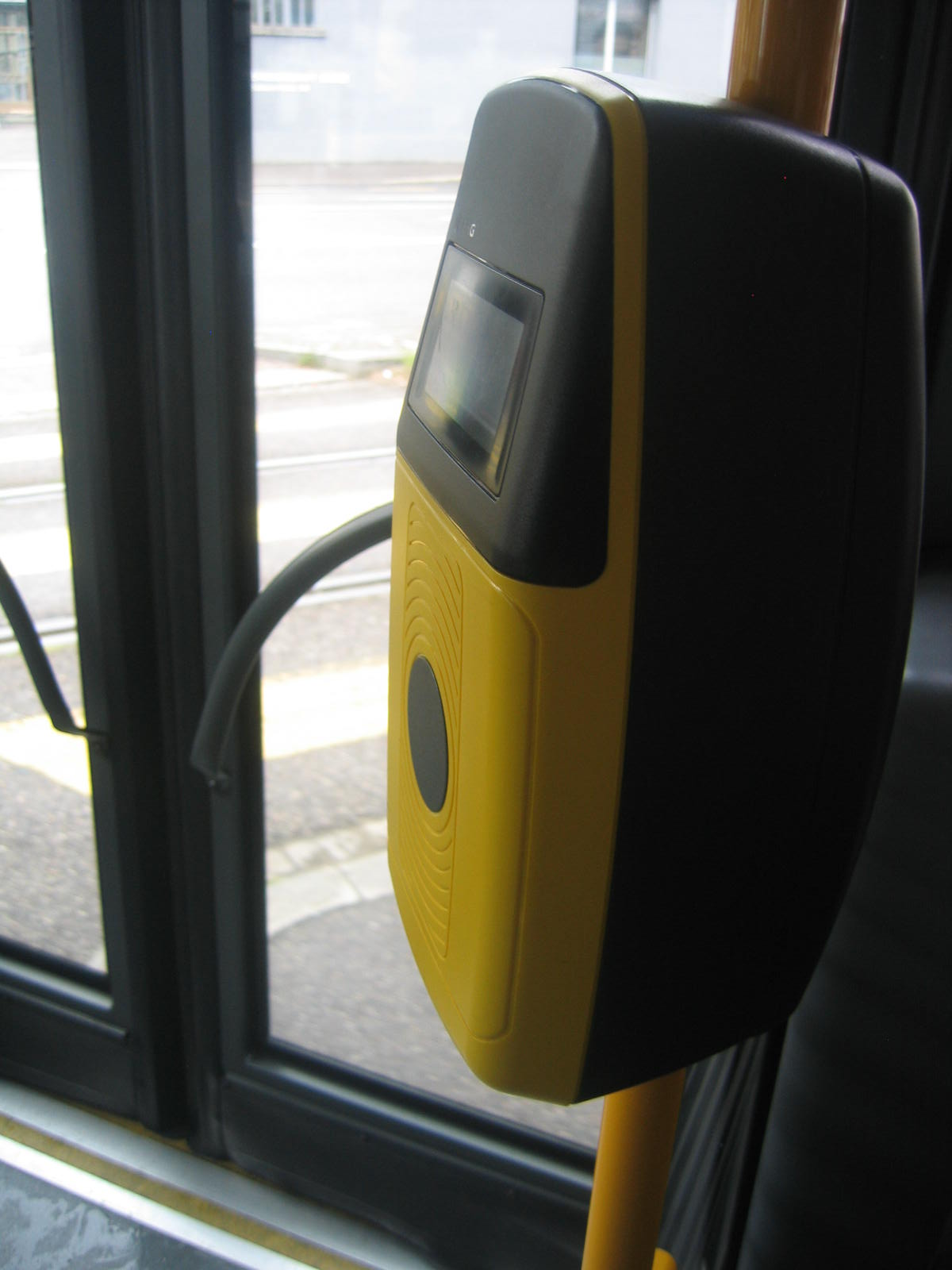
Un valideur de Distripass dans les nouveaux Citaro C1 Facelift BHNS.

Le ticket à l'unité, de couleur blanche, peut s'acheter dans les véhicules auprès du conducteur. Le tarif unique est de 1,30 €. Ce dernier reste valable pendant une heure de la montée à la descente, sans retour. Mais depuis le 12 mars 2012, il existe désormais un ticket Duo vendu au prix de 2,20 €, également valable pendant une heure de la montée à la descente, mais avec retour. Il existe à côté de ceux-là un tarif aéroport à 2 €, achetable dans les véhicules auprès du conducteur, uniquement pour un trajet sur la ligne 11, c'est-à-dire entre la gare SNCF et l'aéroport. Si le ticket est acheté à l'aéroport, il est possible de l'utiliser une heure avec correspondance sur les autres lignes du réseau. De plus, Il est aussi possible d'obtenir un ticket à l'unité (papier) pour effectuer la correspondance avec la zone 10 du groupement tarifaire de la Suisse du Nord-Ouest (TNW), au prix de 3 €. Ce ticket est utilisable deux heures avec ou sans correspondances avec l'ensemble du réseau Distribus. Enfin, pendant les périodes d'ouverture du centre nautique Pierre de Coubertin de Saint-Louis, un « Billet Bleu » est mis en place. Au prix de 3,80 € pour les adultes ou 2,30 € pour les enfants, il combine l'aller et le retour en bus (avec correspondances) ainsi que l'entrée à la piscine. Depuis la période 2011, le billet bleu combine aussi l'entrée à la piscine couverte de Village-Neuf.
Le carnet de douze tickets est devenu une carte en 2006, d'abord bleue puis orange à l'été 2010. Elle est vendue au prix de 10 € plus 3 € pour l'achat de la carte dans les boutiques dépositaires ou à l'agence Distribus. Elle est, comme le ticket à l'unité, valable pendant une heure de la montée à la descente, sans retour. Par rapport au ticket à l'unité, la carte douze voyages permet une économie de plus de 30 %. De plus, il existe un ticket journalier (ALSA+ 24 heures - Zone Saint-Louis), que les voyageurs peuvent se procurer auprès du conducteur ou dans les automates régionaux des gares du secteur, vendu au prix de 3,20 €. Grâce à ce dernier, les voyageurs peuvent, pendant une journée, se déplacer librement sur l'ensemble du réseau Distribus ainsi que prendre le train entre les gares de Bartenheim et Bâle SNCF en Suisse. Lors des week-ends et jours fériés, il existe un ticket réservé aux groupes de 2 à 5 personnes au prix de 4,70 €. Avant la mise en place des tarifs ALSA+ le 1er avril 2010, le ticket journalier se limitait au seul réseau Distribus ; son prix était de 3 € et il n'existait pas de tarif groupe équivalent. Ces formules (tickets à l'unité ou carte 12 voyages) sont avantageuses pour les clients occasionnels.

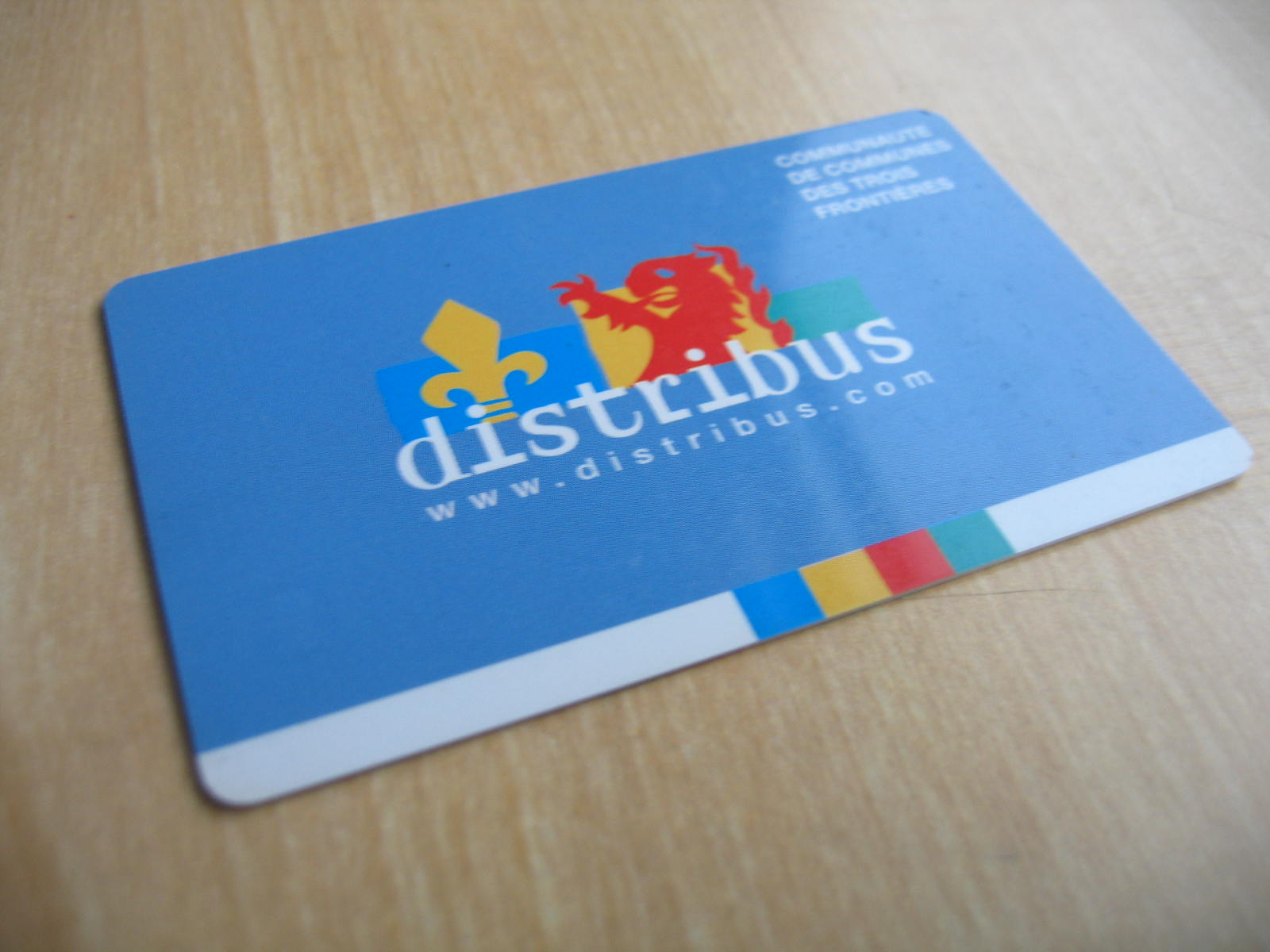
Le Distripass est la carte du réseau Distribus.

En effet, d'autres tarifs spécialement conçus pour différentes catégories de personnes sont proposés : pour les moins de 18 ans (« DistriPass Junior »), les séniors de 65 ans et plus (« DistriPass Rubis »), les utilisateurs réguliers (« DistriPass Adulte ») et pour les personnes à mobilité réduite (« TPMR »). Auparavant, il existait aussi un tarif pour les élèves (« DistriPass Scolaire »), mais il a apparemment été supprimé.
Pour finir, Distribus, en coopération avec les groupements tarifaires de la Suisse du Nord-Ouest (TNW) et de l'Arrondissement de Lörrach (RVL, Allemagne), vend un ticket trinational appelé « TicketTriRegio », qui permet de voyager entre les trois pays (la France, l'Allemagne et la Suisse). Au prix de 14,50 € pour la grande zone et de 7 € pour la petite zone,, ces tickets sont achetables dans les véhicules auprès du conducteur (Distribus) ou dans les kiosques et les automates (Suisse, Allemagne, SNCF). Ces billets sont passés au prix de 8 € (petite zone) et 16,50 € (grande zone) début 2016.
Le 1er juillet 2016, les tarifs augmentent : 1,50 € pour un aller simple, 2,60 € pour un aller-retour, 3,50 € pour le billet « Distribus + TNW », 11 € pour le Distripass mensuel junior et rubis, 110 € pour le Distripass annuel junior et rubis, 31 € pour le distripass mensuel adulte et 310 € pour le Distripass annuel adulte. Pour la carte 12 voyages non nominative, le prix passe à 12 € par recharge et s'il s'agit d'un premier achat, le prix sera majoré de 2 € pour l'achat du titre, soit 14 €.
Le 10 décembre 2017, date de la mise en service de la prolongation de la ligne 3 du tramway de Bâle, une refonte complète des tarifs est effectuée : 1,70 € pour un aller simple, 2,80 € pour un aller-retour, 4 € pour le billet « Distribus + TNW », 12 € pour le Distripass mensuel junior et rubis, 120 € pour le Distripass annuel junior et rubis, 33 € pour le distripass mensuel adulte et 330 € pour le Distripass annuel adulte. Pour la carte 12 voyages non nominative, le prix passe à 13 € par recharge et s'il s'agit d'un premier achat, le prix sera majoré de 2 € pour l'achat du titre, soit 15 €. Auparavant, ces titres de transports donnés accès aux bus desservant la ville de Bâle depuis la France, mais depuis le 10 décembre 2017, ces titres ne sont valables seulement sur le territoire français.
Pour se rendre sur le territoire suisse depuis la France ou inversement, il est nécessaire d'acheter le ticket Inflex, disponible auprès des conducteurs de bus ou aux distributeurs automatiques situés aux stations de la ligne 3, au prix de 2,80 € ou de 3,10 CHF pour un aller simple. De plus, il existe une carte de réduction, appelé carte Inflex, d'une valeur de 20 € et valable 1 an, pour profiter d'un prix réduit de 2,20 € ou de 2,60 CHF pour un aller simple. Ces titres de transports sont valables dans les lignes de bus 3 et 4, jusqu'au terminus Schifflände et la ligne 3 du tramway de Bâle, jusqu'à la station Barfüsserplatz.
Un nouveau système de validation a été mis en service le 25 juin 2018 avec de nouvelles cartes, les anciennes n'étant pas compatibles avec les nouveaux valideurs. Les formules (rubis, junior, adulte, 12 voyages) restent inchangées. La seule nouveauté est la mise en place d'une carte " Multivoyages inflex ", que l'on peut charger par tranche de 6 voyages dont le prix est de 16,80 euros (tarif normal) ou de 13,20 euros (tarif réduit). En cas de premier achat de la carte, le prix sera majoré de 2 euros. Toutes les nouvelles cartes sont accompagnées d'un nouveau logo, qui par la suite apparaît aussi sur les nouveaux véhicules.

## Système de priorité bus
En 2009, un système de priorité bus a été installé aux 7 carrefours de la ligne 4 à Saint-Louis,. Ce système permet, comme son nom l'indique, de laisser la priorité aux bus dans les carrefours. Le système se compose du feu tricolore traditionnel, auquel se rajoutent un losange orange (généralement situé en dessous du feu), un boîtier-récepteur (à l'arrière du feu) et un boîtier-émetteur (présent à l'avant des bus).
Lorsqu'un bus arrive, le losange se met à clignoter (après avoir détecté le boitier-émetteur). Lorsque le bus franchit le feu tricolore, le losange cesse de clignoter.

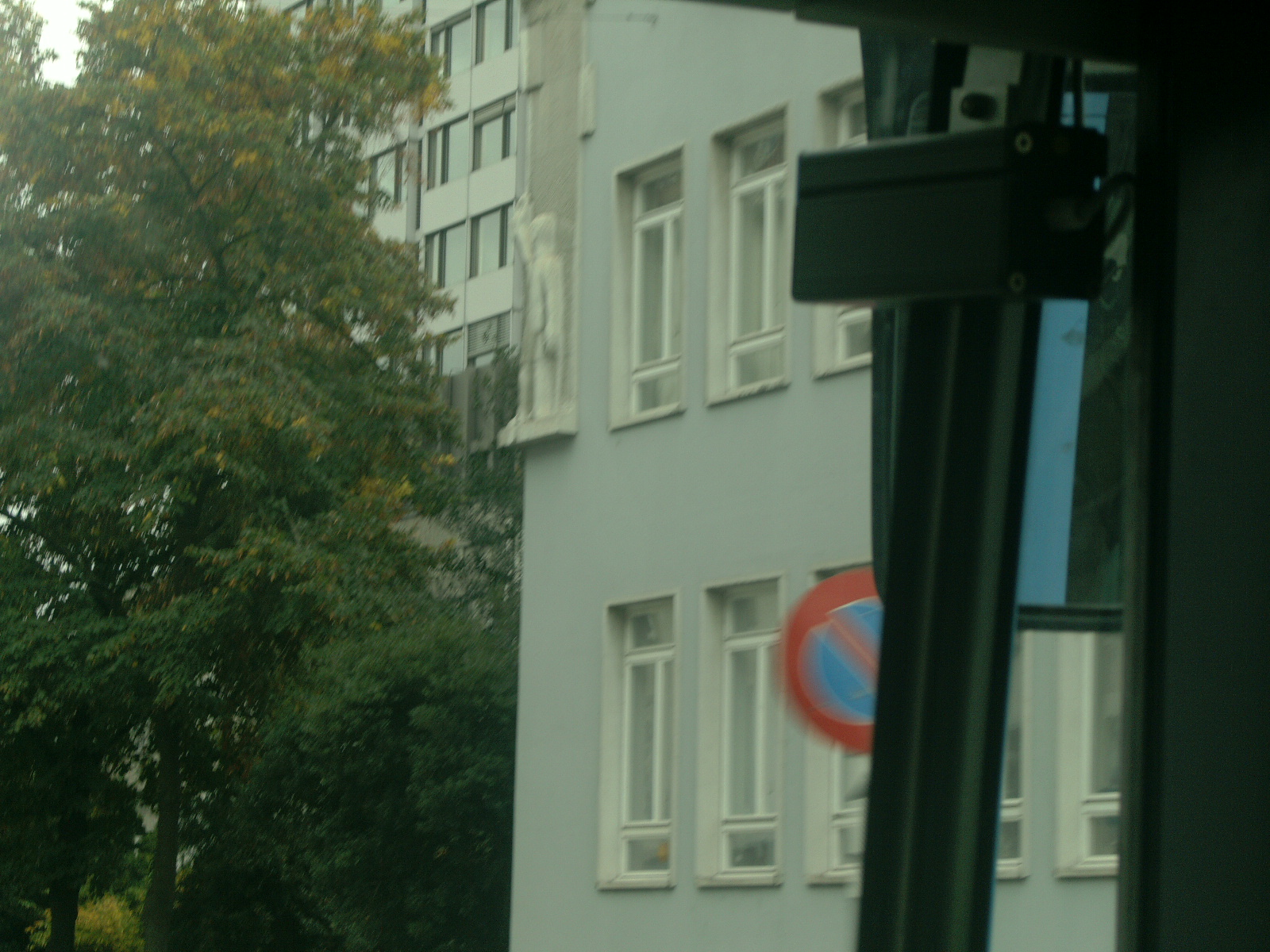
Émetteur du système de priorité bus de Saint-Louis embarqué à l'avant d'un Citaro II de Distribus.
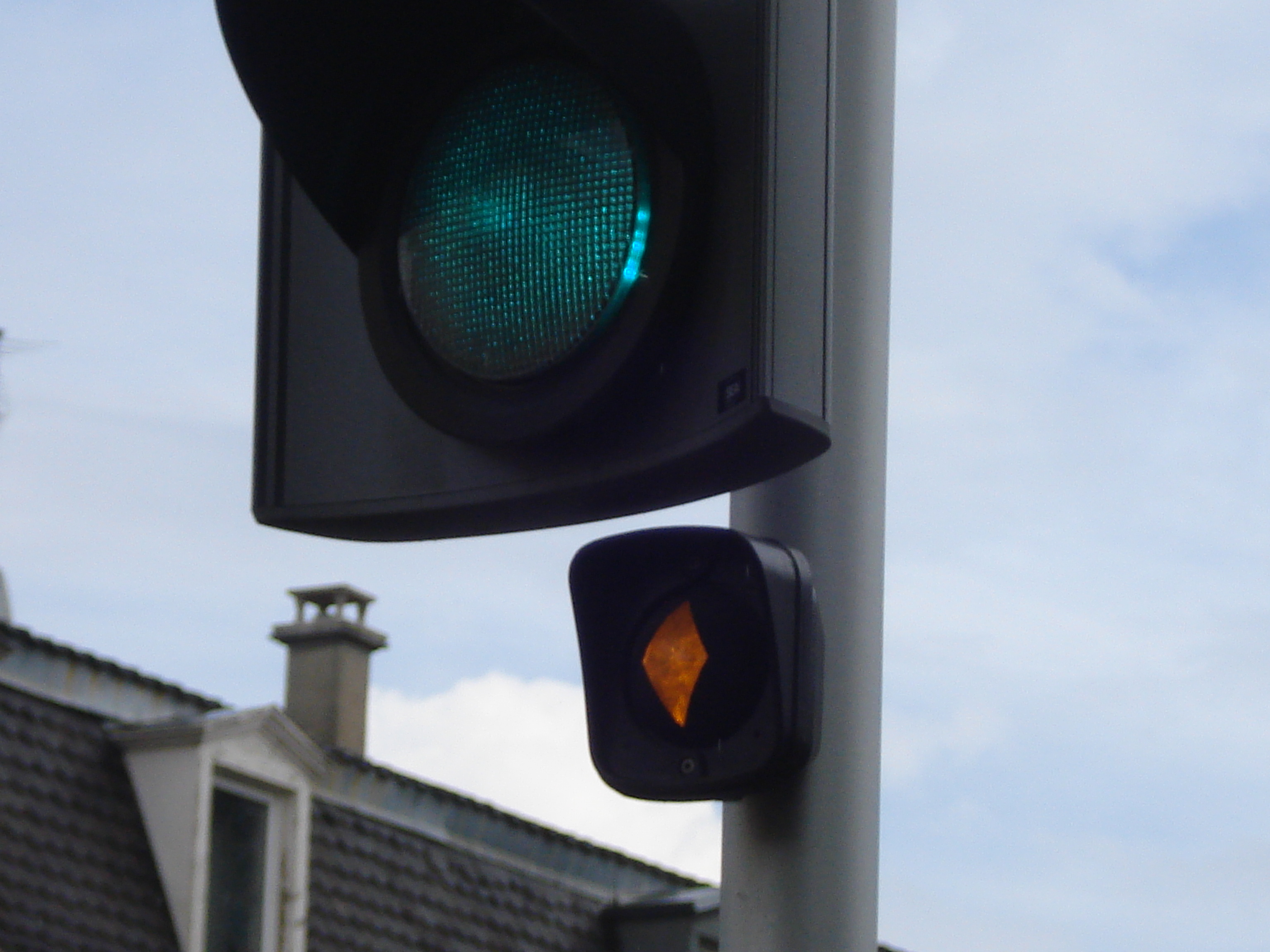
Le feu « losange » permet le passage du feu tricolore au vert.
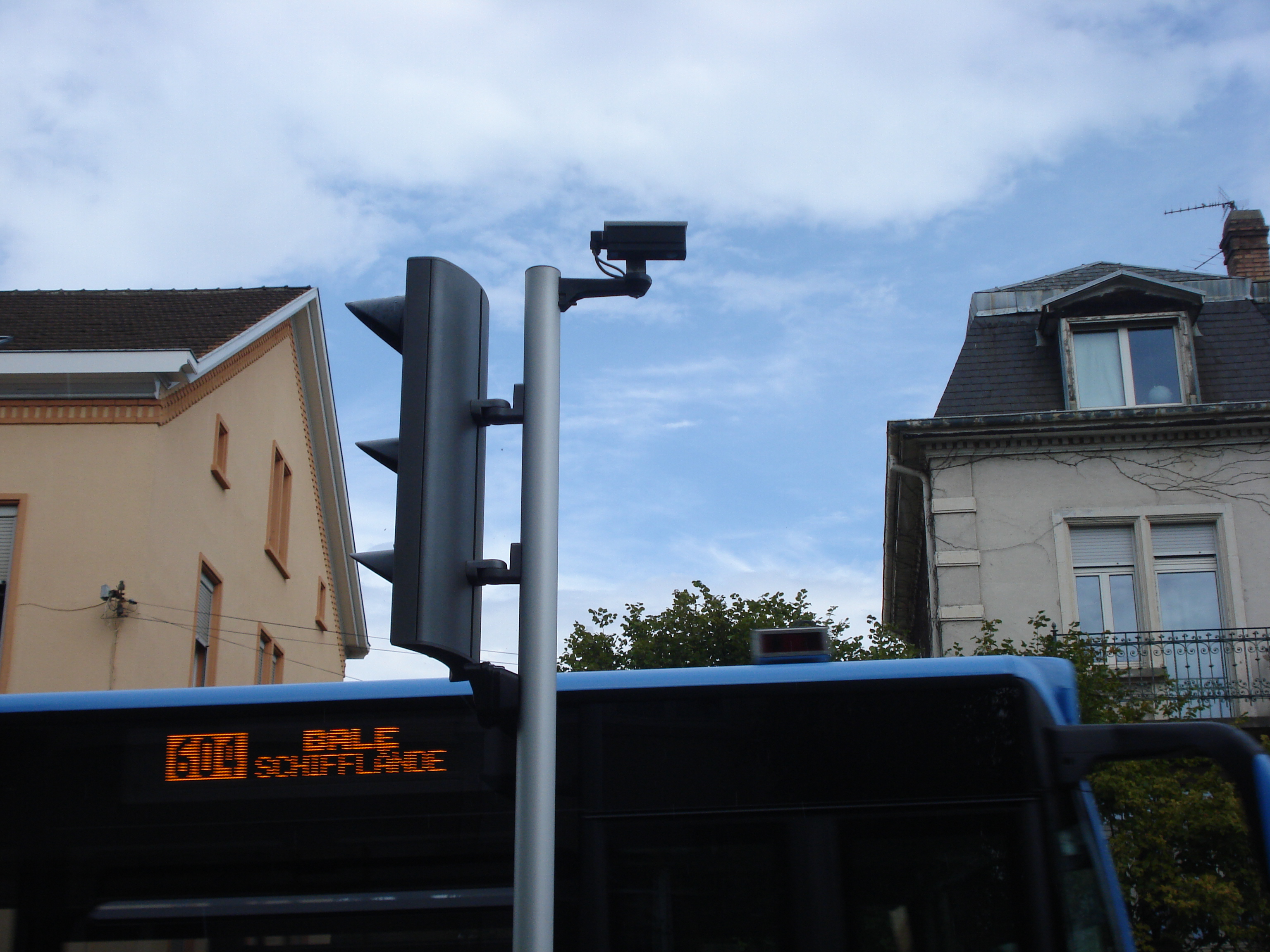
Un bus passant devant un feu tricolore. On retrouve en haut le boîtier et en bas le feu « losange ».

Un système assez identique a également été mis en place à certains carrefours du nord de Bâle. Il se compose lui d'un feu suisse de signalisation pour tramway, d'un boîtier-récepteur (situé avant le carrefour) et du boîtier-émetteur (fixé sur le toit du bus). Ce système existait déjà à Bâle, mais seuls les bus et trams des BVB en bénéficiaient. Désormais, les bus Distribus circulent sur la voie réservée aux trams.
Ici, lorsque le bus arrive au carrefour, le boîtier-récepteur détecte le boîtier-émetteur. Le feu à l'horizontal, interdisant le passage, passe alors à un deuxième état où sont allumés en simultané l'horizontal et le triangle renversé (qui remplace le disque présent sur la signalisation tramway française). Cet état, de quelques secondes, signale qu'il faut se préparer à démarrer. Puis, le feu à la verticale s'allume pour autoriser le franchissement du carrefour. Enfin, pour revenir à l'horizontale, le feu suit la même procédure qu'en France, c'est-à-dire que le triangle renversé (en France, le disque) s'allume pour demander l'arrêt.

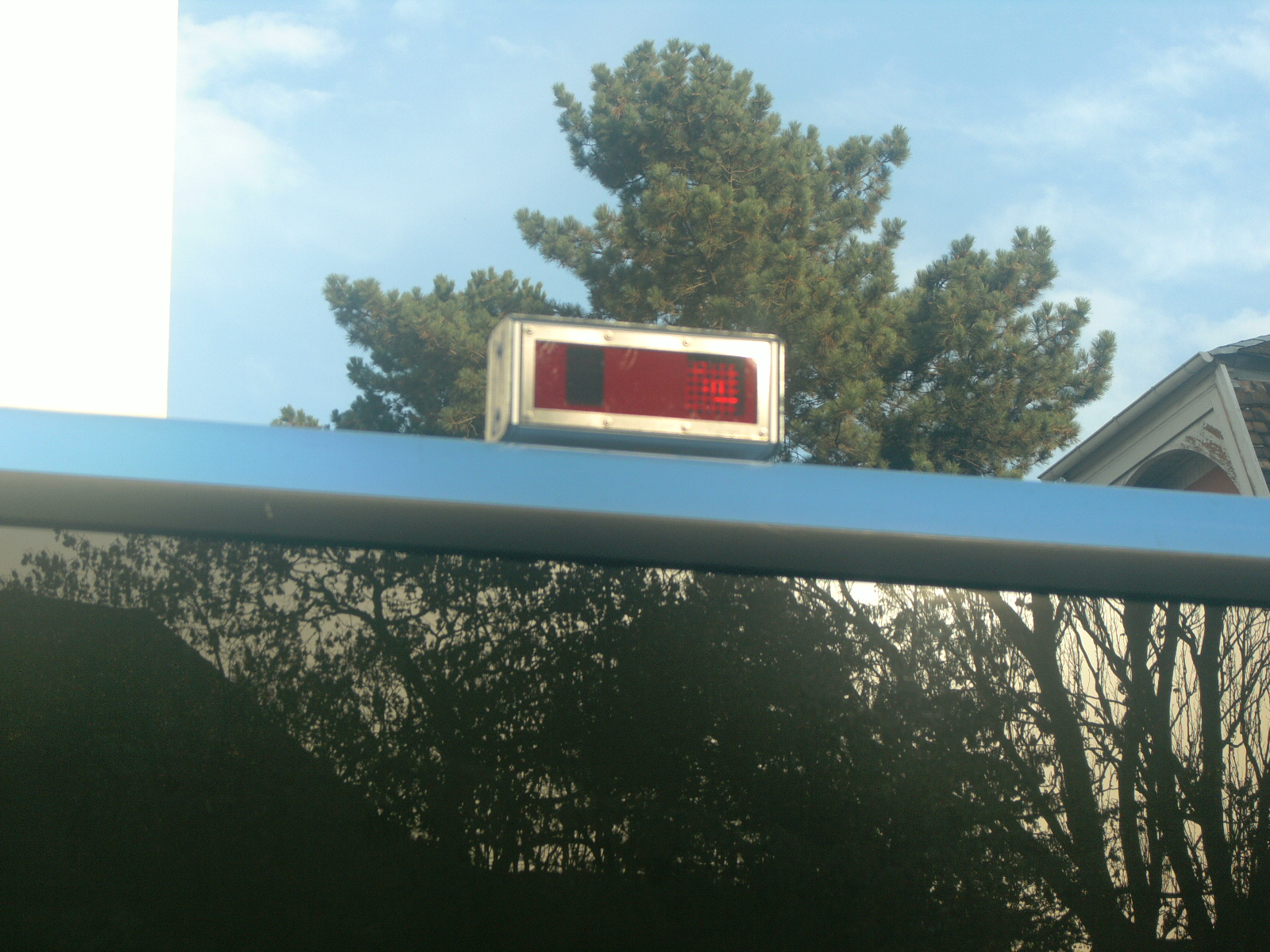
Émetteur du système de priorité bus / trams des BVB situé sur le toit, à l'avant dun Citaro II de Distribus.
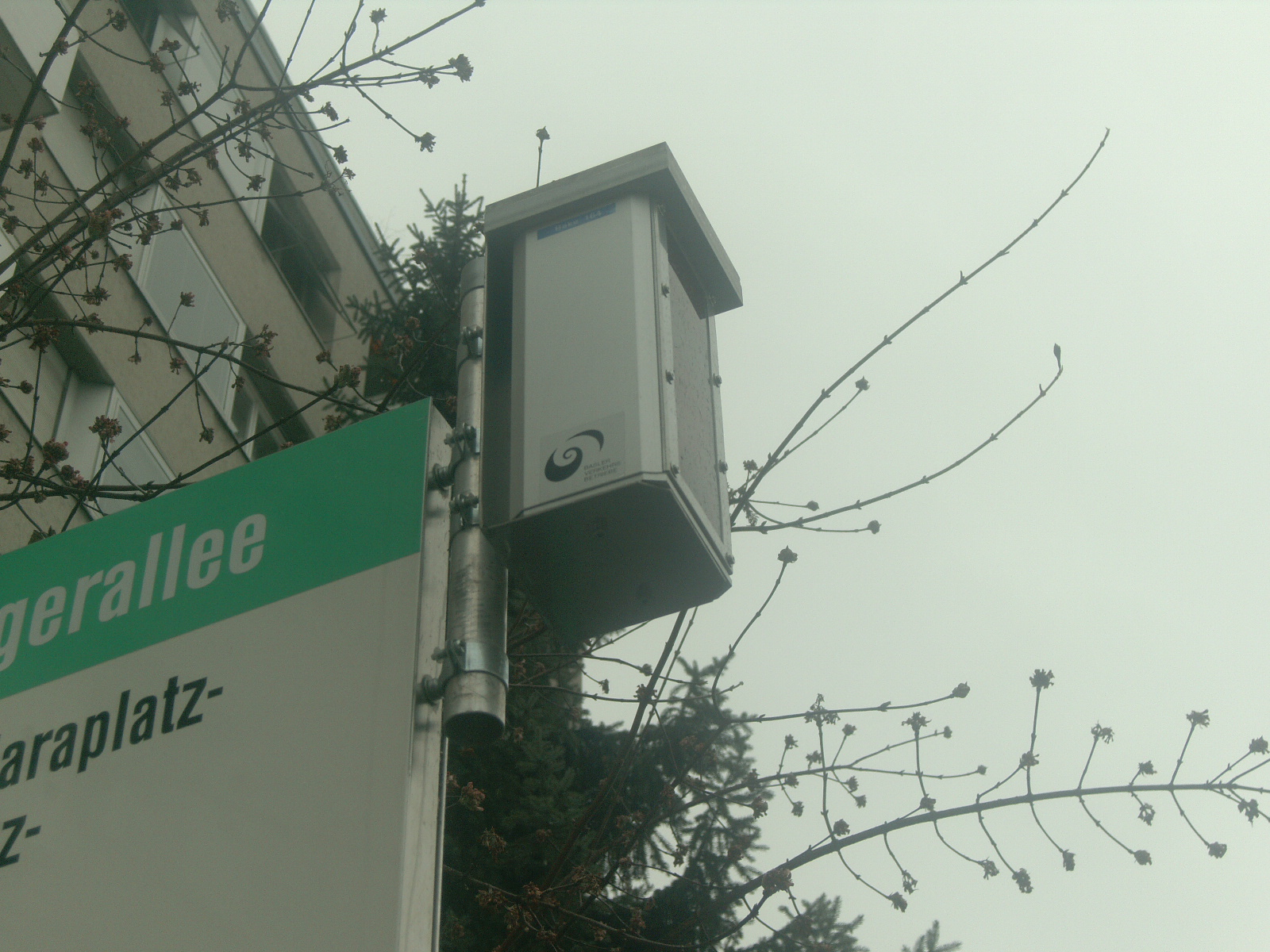
Récepteur du système de priorité bus / trams des BVB à un arrêt.
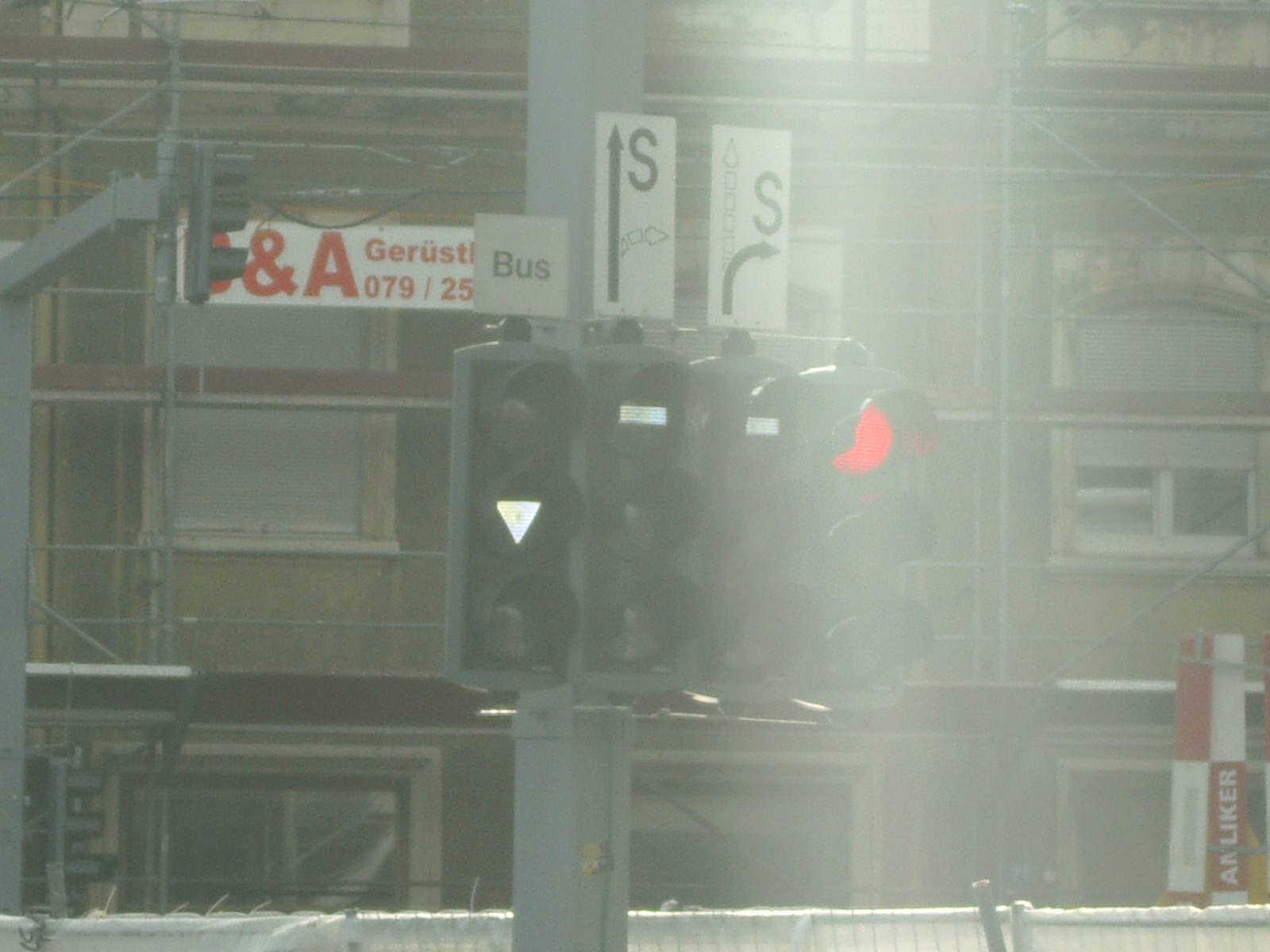
Le feu de gauche est réservé aux bus. On y remarque le triangle renversé de la signalisation tramway suisse.

## Projets

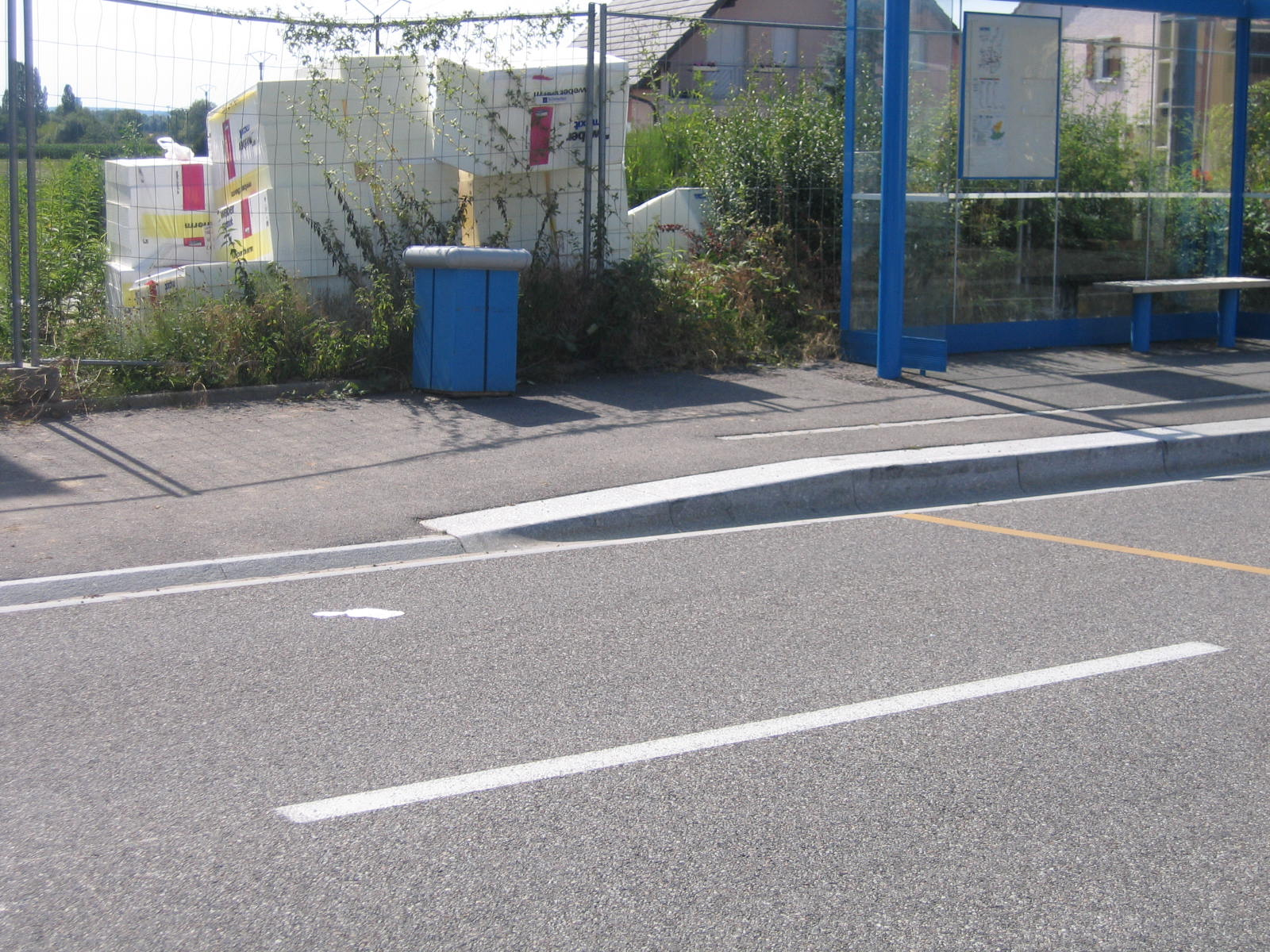
Le réseau doit être accessible aux personnes à mobilité réduite d'ici 2015. Certains arrêts sont donc rehaussés pour permettre à ces usagers l'accès facile aux bus.

Distribus étudie en permanence de nouveaux projets soumis par la communauté d'agglomération ou d'autres acteurs.
L'étude du déplacement dans le Pays de Saint-Louis et des Trois-Frontières demandée par cette dernière soulève les insuffisances du réseau Distribus. En effet, cette étude montre que 75,7 % des habitants se rendent généralement au travail en voiture, 5,1 % à pied, et seulement 4,1 % via le réseau de bus.
Saint-Louis Agglomération veut rendre les transports accessibles aux personnes à mobilité réduite. C'est pourquoi en 2010, elle confie au bureau LEE Conseils « l'élaboration d'un schéma d'accessibilité des transports qui dresse un état des lieux et propose plusieurs options pour l'aménagement des arrêts ». En 2015, tous les transports devront être accessibles à cette clientèle.
La collectivité souhaite aussi mieux desservir les quartiers éloignés grâce au service de transport à la demande, ainsi qu'améliorer l'interconnexion entre le réseau ferroviaire alsacien et Distribus.
Avec la mise en service du nouveau dépôt à Blotzheim, effective depuis le 15 janvier 2021, le changement des horaires de la ligne 1 était un temps prévu, du fait de sa proximité avec le terminus Tilleul, sans pour autant donner plus de précisions. Ce dépôt, plus grand que l'ancien, dispose d'équipements plus modernes, pouvant accueillir des bus articulés. À plus long termes, ces nouveaux équipements permettront également d'accueillir des bus électriques.

## Distribus dans la culture

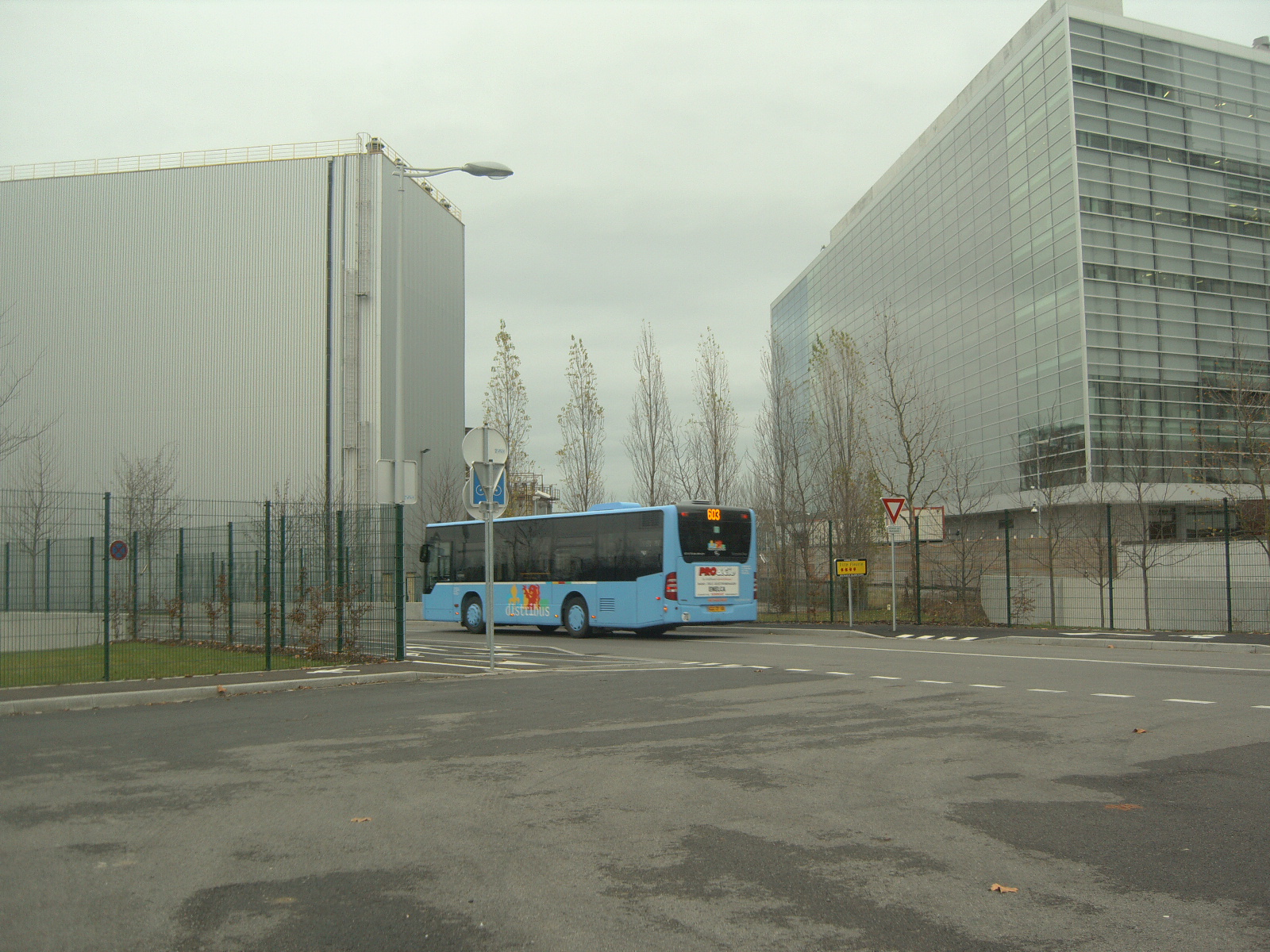
C'est sur le parking au premier plan que se situe l'arrêt fictif de la frontière de Huningue-Bâle dans le film Mike, desservi par un bus comme celui au second plan.

Rares sont les apparitions du réseau dans la culture. Mais en 2011, des bus Distribus apparaissent à de nombreuses reprises dans le film de Lars Blumers, Mike. Ils y jouent un rôle plus ou moins important. Le personnage de Mike (qui dit ne pas aimer le bus) emprunte notamment la ligne 4 à hauteur de la frontière avec Bâle, mais également la ligne 6 à l'arrêt Les Pêcheurs situé à Rosenau.
On note d'ailleurs une imperfection avec cette ligne 6 puisqu'après avoir franchi la frontière entre Saint-Louis et Bâle, Mike embarque dans un bus de la ligne 6 à la frontière entre Huningue et Bâle (située à 300 mètres de là). Or, la ligne 6 ne dessert pas la frontière. De plus, il n'existe aucun arrêt à cet endroit-là.